# Sportjahr 1981
Liste der Sportjahre

◄◄ | ◄ | 1977 | 1978 | 1979 | 1980 | Sportjahr 1981 | 1982 | 1983 | 1984 | 1985 | ► | ►►

Weitere Ereignisse · Fußballjahr

## Badminton
Höhepunkte des Badmintonjahres 1981 waren die All England, die Irish Open, die Scottish Open, die German Open, die Dutch Open, die Denmark Open und die French Open.

### Internationale Veranstaltungen
| Veranstaltung | Herreneinzel   | Dameneinzel        | Herrendoppel                     | Damendoppel                       | Mixed                      |
| ------------- | -------------- | ------------------ | -------------------------------- | --------------------------------- | -------------------------- |
| All England   | Liem Swie King | Hwang Sun-ai       | Rudy Heryanto Hariamanto Kartono | Nora Perry Jane Webster           | Mike Tredgett Nora Perry   |
| Denmark Open  | Morten Frost   | Lene Køppen        | Ade Chandra Christian Hadinata   | Nora Perry Jane Webster           | Mike Tredgett Nora Perry   |
| French Open   | Steve Baddeley | Svetlana Belyasova | Andy Goode Steve Baddeley        | Svetlana Belyasova Vard Poghosyan | Nigel Tier Alison Fulton   |
| German Open   | Misbun Sidek   | Hiroe Yuki         | Duncan Bridge Martin Dew         | Gillian Gilks Paula Kilvington    | Steen Fladberg Pia Nielsen |
| Swedish Open  | Lius Pongoh    | Hwang Sun-ai       | Stefan Karlsson Thomas Kihlström | Nora Perry Sally Leadbeater       | Billy Gilliland Nora Perry |

## Cricket
- 21. Juli: Sri Lanka wird Full Member der International Cricket Conference (dem heutigen International Cricket Council, ICC).

## Leichtathletik
- 31. Mai – Sandra Stepp, USA, erreichte im Hammerwurf der Damen in 33,12 Meter.
- 9. Juni – Terri Turner, USA, erreichte im Dreisprung der Damen 12,43 Meter.
- 10. Juni – Sebastian Coe, Großbritannien, lief die 800 Meter der Herren in 1:41,7 Minuten.
- 20. Juni – Thierry Vigneron, Frankreich, sprang im Stabhochsprung der Herren 5,80 Meter.
- 28. Juni – Ramona Neubert, DDR, erreichte im Siebenkampf der Damen 6788 Punkte.
- 11. Juli – Sebastian Coe, Großbritannien, lief die 1000 Meter der Herren in 2:12,2 Minuten.
- 20. Juli – Thierry Vigneron, Frankreich, erreichte im Stabhochsprung der Herren 5,80 Meter.
- 26. Juli – Wladimir Poljakow, Sowjetunion, erreichte im Stabhochsprung der Herren 5,81 Meter.
- 15. August – Antoaneta Todorowa, Bulgarien, erreichte im Speerwurf der Damen 71,88 Meter.
- 19. August – Renaldo Nehemiah, USA, lief die 110 Meter Hürden der Herren in 12,93 Sekunden.
- 20. August – Susan Cook, Australien, ging im 20.000-Meter-Gehen der Damen in 1:39,3 Stunden.
- 13. September – Henry Rono, Kenia, lief die 5000 Meter der Herren in 13:06,20 Minuten.
- 13. September – Paula Fudge, Großbritannien, lief die 5000 Meter der Damen in 15:14,51 Minuten.
- 18. September – Renaldo Nehemiah, USA, lief die 110 Meter Hürden der Herren in 12,93 Sekunden.
- 19. September – Jelena Sipatowa, Sowjetunion, lief die 10.000 Meter der Damen in 32:17,19 Minuten.
- 6. Dezember – Robert de Castella, Australien, lief den Marathon der Herren in 2:08:18 Stunden.

## Motorradsport

### Formula TT
- Die Formula TT besteht 1981 zum dritten Mal aus mehreren Rennen, nämlich der Isle of Man TT und dem Ulster Grand Prix. Der Fahrer, der die meisten Punkte in beiden Rennen sammelt, gewinnt den Weltmeistertitel.

#### TT-F1-Klasse
- In der TT-F1-Klasse verteidigt der Neuseeländer Graeme Crosby auf Suzuki seinen Titel vor dem Briten Ron Haslam und dem Nordiren Joey Dunlop (beide Honda).

#### TT-F2-Klasse
- In der TT-F2-Klasse wird der Brite Tony Rutter auf Ducati Weltmeister. Seine Landsmänner Phil Odlin (Honda) und Charlie Williams (Yamaha) belegen die Ränge zwei und drei.

#### TT-F3-Klasse
- In der TT-F3-Klasse gewinnt der Australier Barry Smith auf Yamaha den WM-Titel. Er setzt sich gegen die Briten Denis Casement und Chris Raybon (beide ebenfalls Yamaha) durch.

## Tischtennis
- Tischtennisweltmeisterschaft 1981 14. bis 26. April in Novi Sad (Jugoslawien)
- Europaliga
  - 12. Februar: Hamburg: D. – UdSSR 6:1 (Damen + Herren)
  - 12. März: Nachod: D. – CSSR 1:6 (Damen + Herren)
  - 7. Oktober: Västerås: D. – Schweden 1:6 (Damen + Herren)
  - 23. Oktober: Saarlouis: D. – England 5:2 (Damen + Herren)
  - 11. November: Lauingen: D. – Ungarn 3:4 (Damen + Herren)

## Geboren

### Januar
- 01. Januar: Yacine Abdessadki, französisch-marokkanischer Fußballspieler
- 01. Januar: Zsolt Baumgartner, ungarischer Automobilrennfahrer
- 01. Januar: Hüzeyfe Doğan, deutsch-türkischer Fußballspieler
- 01. Januar: Mladen Petrić, kroatischer Fußballspieler
- 02. Januar: Maxi Rodríguez, argentinischer Fußballspieler
- 02. Januar: Hanno Balitsch, deutscher Fußballspieler
- 02. Januar: Marielle Bohm, deutsche Handballspielerin und -trainerin
- 03. Januar: Angie González, venezolanische Radsportlerin
- 03. Januar: Eli Manning, US-amerikanischer American-Football-Spieler
- 03. Januar: Cristian Deville, italienischer Skirennläufer
- 04. Januar: Mohamed Abdel Aziz, ägyptischer Straßenradrennfahrer
- 04. Januar: Hitomi Obara, japanische Ringerin († 2025)
- 04. Januar: Zhang Jiewen, chinesische Badmintonspielerin
- 05. Januar: Kenan Koçak, türkisch-deutscher Fußballspieler und -trainer
- 05. Januar: Matthias Rauh, deutscher Handballspieler
- 06. Januar: Markus Bollmann, deutscher Fußballspieler
- 07. Januar: Alex Auld, kanadischer Eishockeyspieler
- 07. Januar: Szymon Marciniak, polnischer Fußballschiedsrichter
- 07. Januar: Edison Miranda, kolumbianischer Boxer
- 07. Januar: Ralf Zimmermann, deutscher Fußballspieler
- 08. Januar: Andrea Capone, italienischer Fußballspieler
- 08. Januar: Michael Creed, US-amerikanischer Radrennfahrer
- 08. Januar: Sebastián Eguren, uruguayischer Fußballspieler
- 09. Januar: Euzebiusz Smolarek, polnischer Fußballspieler
- 09. Januar: Emanuele Sella, italienischer Radrennfahrer
- 09. Januar: Ronny Heer, Schweizer Nordischer Kombinierer
- 10. Januar: David Aganzo, spanischer Fußballspieler
- 10. Januar: Janina-Kristin Götz, deutsche Schwimmerin
- 10. Januar: Marcelo Méndez, uruguayischer Fußballspieler
- 11. Januar: Benjamin Auer, deutscher Fußballspieler
- 11. Januar: Per Sandström, schwedischer Handballtorwart
- 14. Januar: Maren Baumbach, deutsche Handballspielerin
- 15. Januar: Dylan Armstrong, kanadischer Kugelstoßer
- 15. Januar: El Hadji Diouf, senegalesischer Fußballspieler
- 15. Januar: Vanessa Henke, deutsche Tennisspielerin
- 15. Januar: Marcin Matkowski, polnischer Tennisspieler
- 16. Januar: Martin Andersson, schwedischer Fußballspieler
- 16. Januar: Viktoria Como, deutsche Handballspielerin und -trainerin
- 16. Januar: David García de la Cruz, spanischer Fußballspieler
- 17. Januar: Thierry Ascione, französischer Tennisspieler
- 17. Januar: Andrei Michailowitsch Chramow, russischer Orientierungsläufer
- 17. Januar: Michael Weiss, österreichischer Mountainbike- und Straßenradrennfahrer
- 19. Januar: Ahmed Ammi, marokkanischer Fußballspieler
- 19. Januar: Luis González, argentinischer Fußballspieler
- 19. Januar: Asier del Horno, spanischer Fußballspieler
- 19. Januar: Marco Jäger, deutscher Bahnradsportler
- 19. Januar: Florian Wisotzki, deutscher Handballspieler
- 20. Januar: Dotun Akinsanya, nigerianischer Badmintonspieler
- 20. Januar: Mercedes Cuenca, spanische Badmintonspielerin
- 20. Januar: Owen Hargreaves, kanadischer Fußballspieler mit englischem Pass
- 21. Januar: Marko Babić, kroatischer Fußballspieler
- 21. Januar: Ivan Ergić, serbisch-australischer Fußballspieler
- 21. Januar: Roberto Guana, italienischer Fußballspieler
- 21. Januar: Dany Heatley, deutsch-kanadischer Eishockeyspieler
- 22. Januar: Guy Wilks, britischer Rallyefahrer
- 25. Januar: Bianca Rech, deutsche Fußballspielerin
- 26. Januar: Richard Antinucci, US-amerikanischer Automobilrennfahrer
- 26. Januar: Svetlana Ognjenović, serbische Handballspielerin
- 26. Januar: Leandro Somoza, argentinischer Fußballspieler
- 26. Januar: Nina Ritter, deutsche Eishockeyspielerin

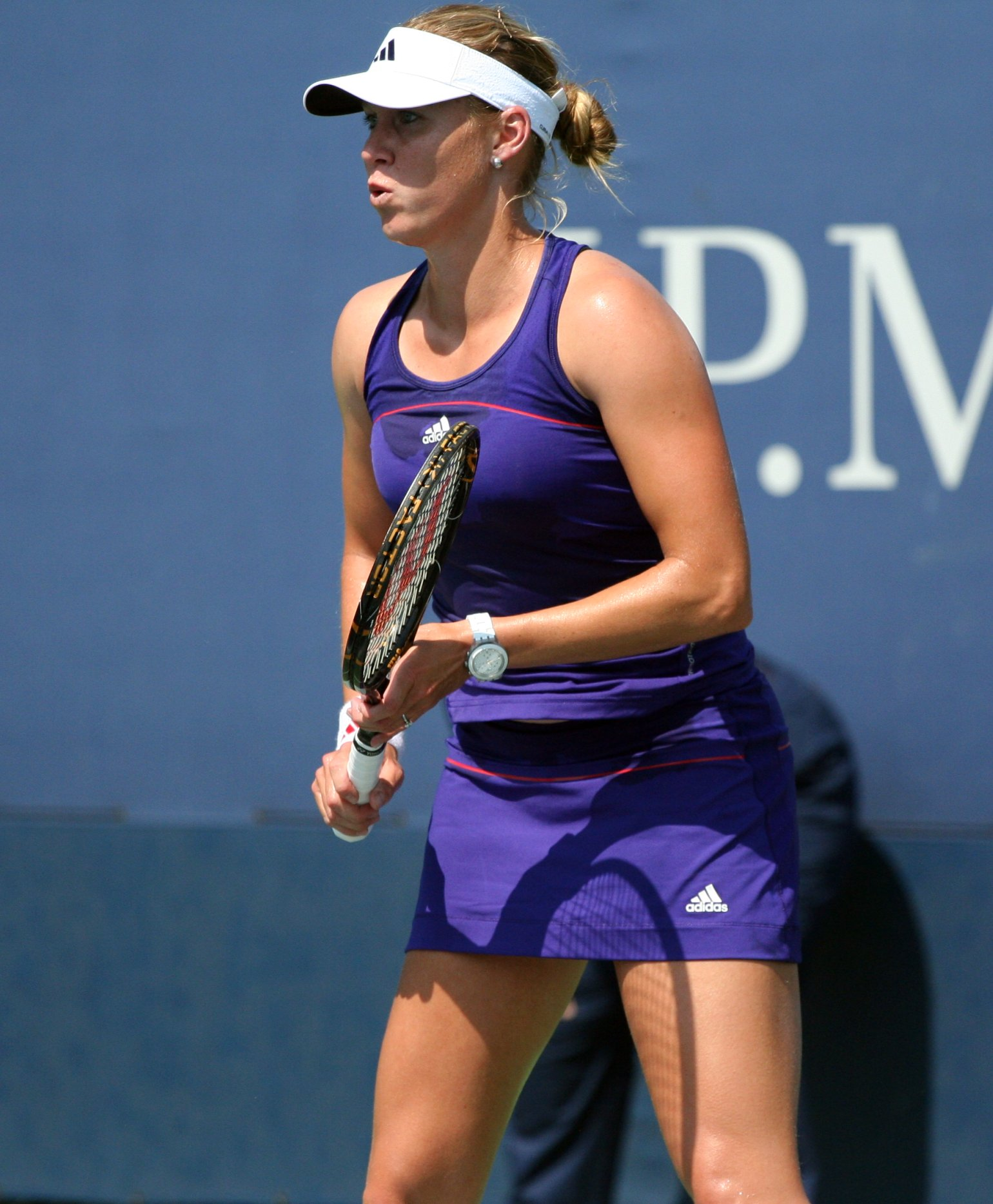
Alicia Molik

- 27. Januar: Alicia Molik, australische Tennisspielerin
- 28. Januar: André Muff, Schweizer Fußballspieler
- 28. Januar: Thomas Schlieter, deutscher Fußballspieler
- 28. Januar: Patrick Mtiliga, dänischer Fußballspieler
- 29. Januar: Thomas Broich, deutscher Fußballspieler
- 29. Januar: Alex Figge, US-amerikanischer Automobilrennfahrer
- 30. Januar: Dimitar Berbatow, bulgarischer Fußballspieler
- 30. Januar: Afonso Alves, brasilianischer Fußballspieler
- 30. Januar: Natalija Pyhyda, ukrainische Sprinterin
- 31. Januar: Diego Hartfield, argentinischer Tennisspieler
- 31. Januar: Mohamed Mokrani, französisch-algerischer Handballspieler

### Februar
- 03. Februar: Ingrid Rumpfhuber, österreichische Skirennläuferin
- 04. Februar: Jason Kapono, US-amerikanischer Basketballspieler
- 04. Februar: Marcus Steegmann, deutscher Fußballspieler
- 05. Februar: Andreas Ruckhaber, deutscher Basketballspieler
- 05. Februar: Pape Thiaw, senegalesischer Fußballspieler
- 06. Februar: Ari Ahonen, finnischer Eishockeytorwart
- 06. Februar: Pascal Meinherz, Schweizer Nordischer Kombinierer
- 07. Februar: Silvia Reyes, peruanische Fußballschiedsrichterin
- 08. Februar: Sebastian Preiß, deutscher Handballspieler
- 10. Februar: Dimitrios Tzimourtos, griechischer Handballspieler
- 11. Februar: Aritz Aduriz, spanischer Fußballspieler
- 12. Februar: Raúl Entrerríos, spanischer Handballspieler
- 13. Februar: Ljubo Miličević, australischer Fußballspieler
- 13. Februar: Stefan Nebel, deutscher Motorradrennfahrer
- 13. Februar: Eifion Lewis-Roberts, walisischer Rugbyspieler
- 14. Februar: Matteo Brighi, italienischer Fußballspieler
- 14. Februar: Randy De Puniet, französischer Motorradrennfahrer
- 16. Februar: Linsey Corbin, US-amerikanische Triathletin
- 16. Februar: Olivier Deschacht, belgischer Fußballspieler
- 16. Februar: Jay Howard, britischer Automobilrennfahrer

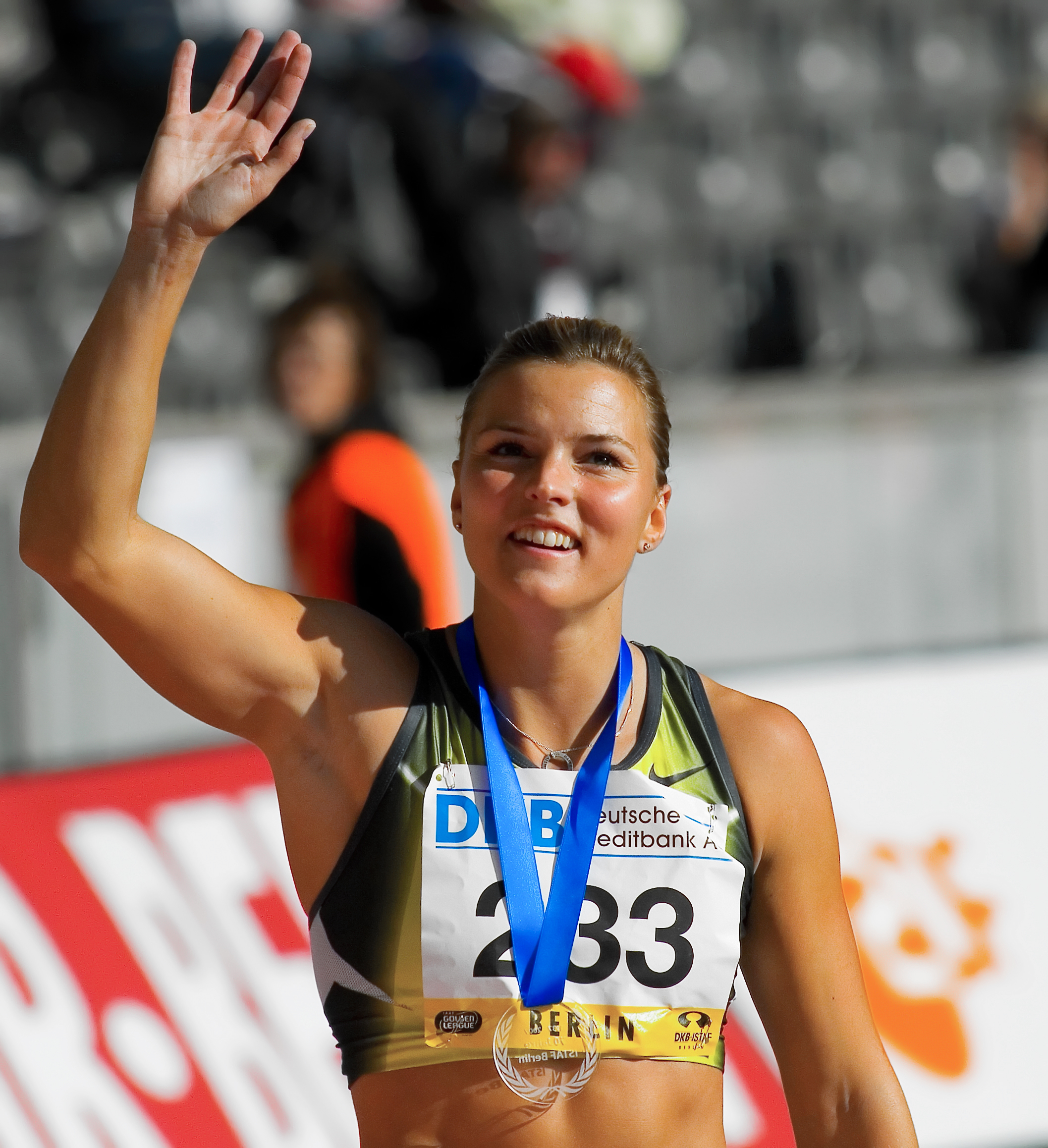
Susanna Kallur

- 16. Februar: Susanna Kallur, schwedische Leichtathletin

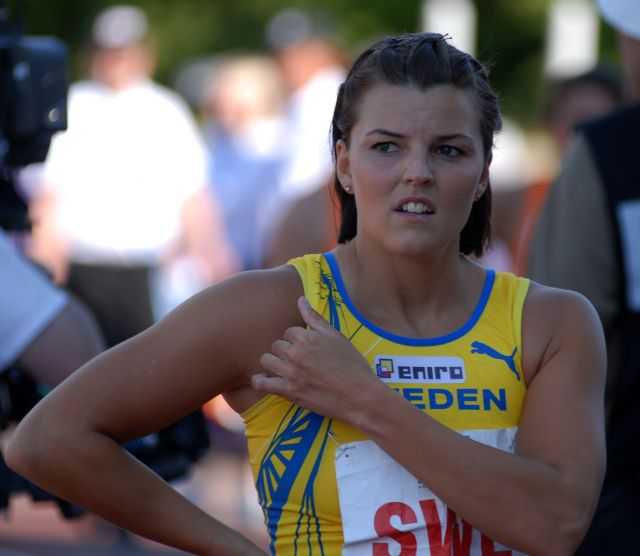
Jenny Kallur

- 16. Februar: Jenny Kallur, schwedische Leichtathletin
- 17. Februar: Bernhard Eisel, österreichischer Radrennfahrer
- 18. Februar: Peng Bo, chinesischer Wasserspringer
- 18. Februar: Andrei Kirilenko, russischer Basketballspieler
- 19. Februar: Christian Lusch, deutscher Sportschütze
- 19. Februar: Tina Pisnik, slowenische Tennisspielerin
- 20. Februar: Elisabeth Görgl, österreichische Skirennläuferin
- 20. Februar: Aleksejs Širokovs, lettischer Eishockeyspieler
- 22. Februar: Dênis Marques, brasilianischer Fußballspieler
- 23. Februar: Christian Schöne, deutscher Handballspieler
- 24. Februar: Jonas Andersson, schwedischer Eishockeyspieler
- 24. Februar: Lleyton Hewitt, australischer Tennisspieler
- 24. Februar: Mauro Rosales, argentinischer Fußballspieler
- 24. Februar: Georg Späth, deutscher Skispringer
- 24. Februar: Jean de Villiers, südafrikanischer Rugbyspieler
- 25. Februar: Park Ji-sung, südkoreanischer Fußballspieler
- 25. Februar: Maik Wagefeld, deutscher Fußballspieler
- 27. Februar: Stefanie Böhler, deutsche Skilangläuferin
- 28. Februar: Anke Kühn, deutsche Hockeyspielerin

### März
- 01. März: Will Power, australischer Automobilrennfahrer
- 02. März: Brian Fahey, US-amerikanischer Eishockeyspieler
- 03. März: Ed Carpenter, US-amerikanischer Automobilrennfahrer
- 03. März: Ārash Miresmāeli, iranischer Judoka
- 03. März: László Nagy, ungarischer Handballspieler
- 04. März: Turid Arndt, deutsche Handballtorfrau
- 05. März: Chris Arreola, US-amerikanischer Schwergewichtsboxer
- 05. März: Christian Knees, deutscher Radrennfahrer
- 06. März: Edgar Fonseca, kolumbianischer Radrennfahrer
- 06. März: Zlatan Muslimović, bosnisch-herzegowinischer Fußballspieler
- 06. März: Alejandro Palacios, mexikanischer Fußballtorhüter
- 06. März: Marco Antonio Palacios, mexikanischer Fußballspieler
- 06. März: Tobias Schröder, deutscher Handballspieler
- 07. März: Kanga Akalé, ivorischer Fußballspieler
- 08. März: Jonas Andersen, norwegischer Eishockeyspieler
- 08. März: Michael Beauchamp, australischer Fußballspieler

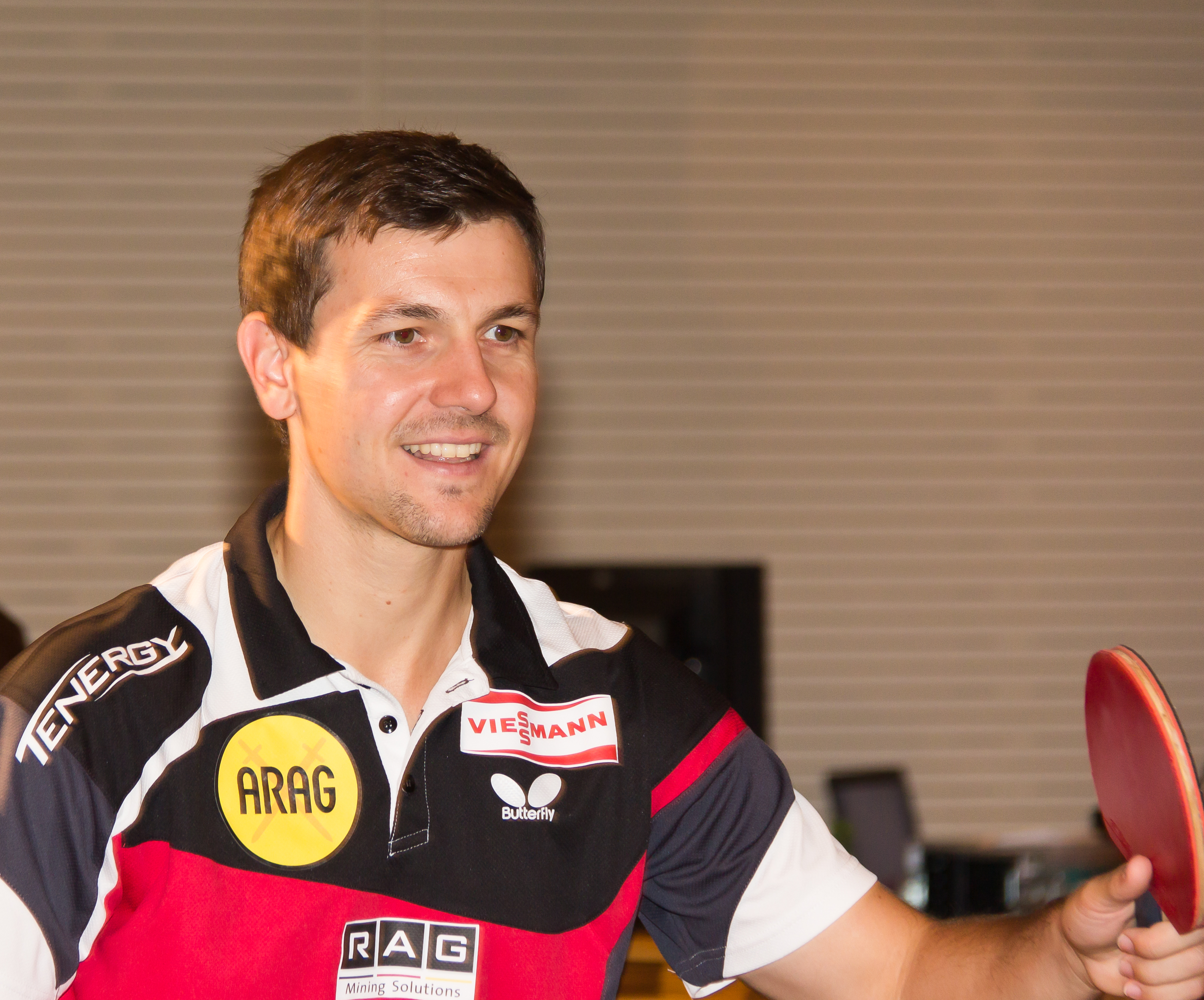
Timo Boll

- 08. März: Timo Boll, deutscher Tischtennisspieler
- 08. März: David Kreiner, österreichischer Nordischer Kombinierer
- 08. März: Pirjo Muranen, finnische Skilangläuferin
- 08. März: Joost Posthuma, niederländischer Radrennfahrer
- 08. März: Takeshi Saitō, japanischer Eishockeyspieler
- 08. März: Xu Yuanyuan, chinesische Schachspielerin
- 09. März: Goran Rubil, kroatischer Fußballspieler
- 10. März: Samuel Eto’o, kamerunischer Fußballspieler
- 13. März: Benjamin Chatton, deutscher Handballspieler und -manager
- 13. März: Stephen Maguire, schottischer Snookerspieler
- 13. März: Andrius Račkauskas, litauischer Handballspieler
- 15. März: Gaby Ahrens, namibische Sportschützin
- 15. März: Mikael Forssell, finnischer Fußballspieler

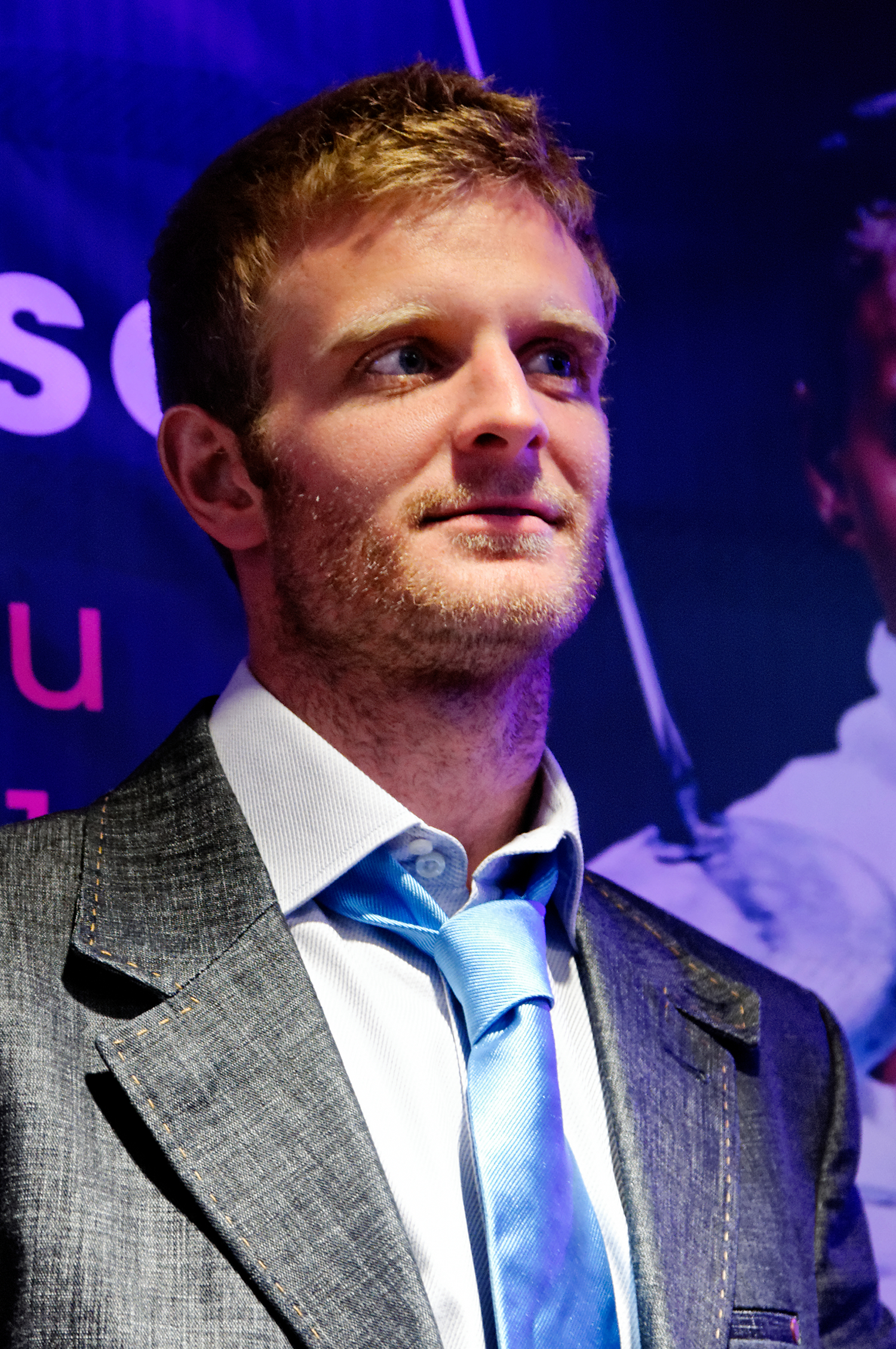
Brice Guyart

- 15. März: Brice Guyart, französischer Florettfechter
- 15. März: Tamás Hajnal, ungarischer Fußballspieler
- 16. März: Hannes Aigner, österreichischer Fußballspieler
- 16. März: Christian Grasmann, deutscher Radrennfahrer und Radsportmanager
- 16. März: Fabiana Murer, brasilianische Leichtathletin
- 17. März: Aaron Baddeley, australischer Golfer
- 17. März: Simen Brenne, norwegischer Fußballspieler
- 17. März: Gert-Jan Bruggink, niederländischer Springreiter
- 17. März: Mads Ø. Nielsen, dänischer Handballspieler
- 17. März: Leandro Romagnoli, argentinischer Fußballspieler
- 17. März: Stephanie Subke, österreichische Handballspielerin
- 18. März: Tom Starke, deutscher Fußballspieler
- 18. März: Lina Andersson, schwedische Skilangläuferin
- 18. März: Fabian Cancellara, Schweizer Radrennfahrer
- 19. März: Daniel Brack, deutscher Handballspieler
- 19. März: Bastian Steger, deutscher Tischtennisspieler
- 20. März: Khalid Askri, marokkanischer Fußballtorhüter
- 20. März: Thomas Augustinussen, dänischer Fußballspieler
- 20. März: Celso Esquivel, paraguayischer Fußballspieler
- 20. März: Ian Murray, schottischer Fußballspieler
- 21. März: Prasanna Amarasekara, sri-lankischer Sprinter
- 21. März: Leni Larsen Kaurin, norwegische Fußballspielerin
- 22. März: Stephan Kling, deutscher Fußballspieler
- 22. März: Imre Szabics, ungarischer Fußballspieler
- 23. März: Giuseppe Sculli, italienischer Fußballspieler
- 24. März: Orestes Júnior Alves, brasilianischer Fußballspieler
- 24. März: Patrick Kisnorbo, italienisch-australischer Fußballspieler
- 24. März: Gary Paffett, englischer Automobilrennfahrer
- 24. März: Paweł Szaniawski, polnischer Radrennfahrer
- 25. März: José de Armas, venezolanischer Tennisspieler
- 26. März: Pablo Lima, uruguayischer Fußballspieler
- 27. März: Martin Abentung, österreichischer Rennrodler
- 27. März: Cacau, deutscher Fußballspieler

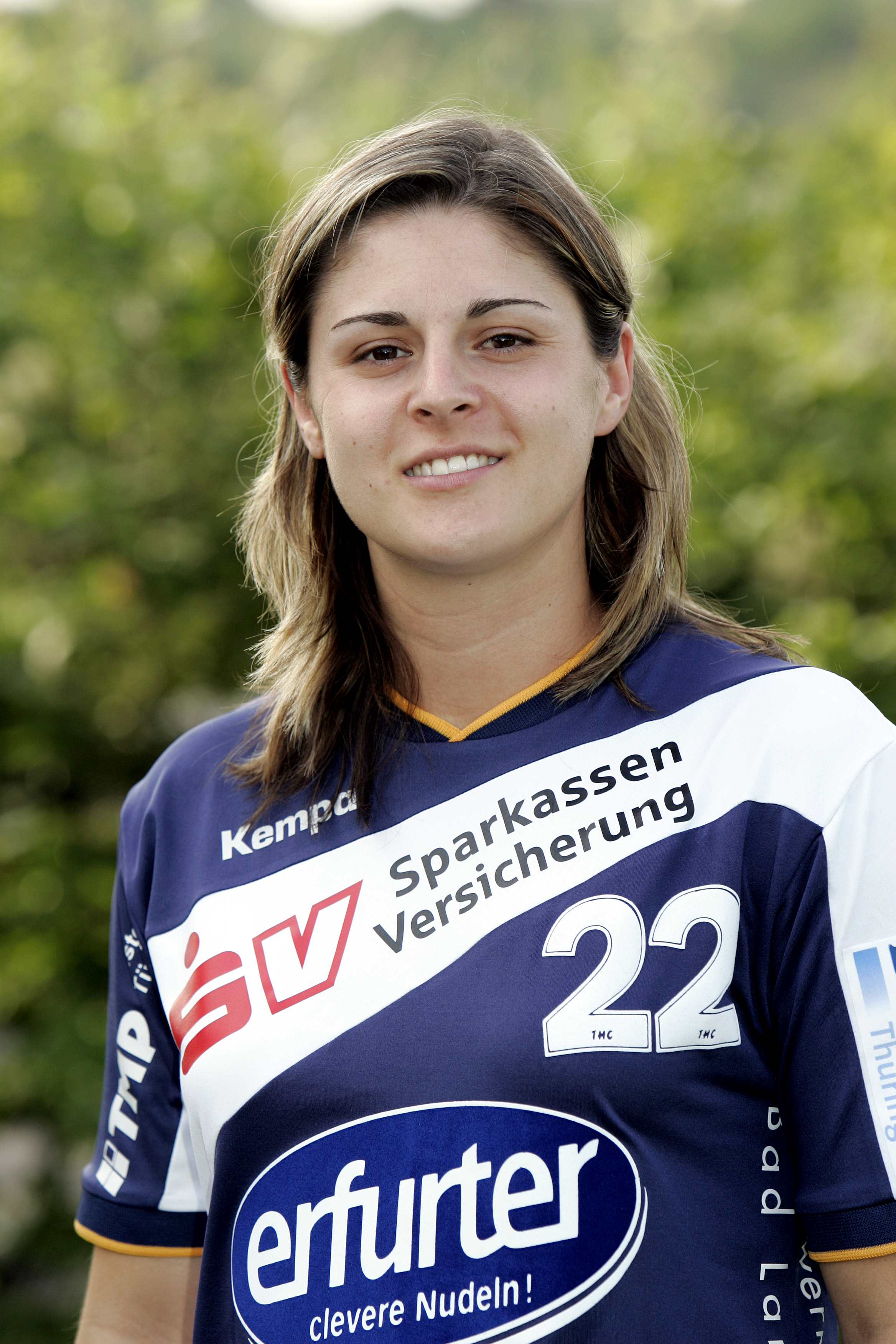
Nadine Härdter

- 29. März: Nadine Härdter, deutsche Handballspielerin
- 30. März: Fabian van Olphen, niederländischer Handballspieler
- 30. März: Alen Škoro, bosnischer Fußballspieler
- 31. März: Benjamin Adrion, deutscher Fußballspieler

### April
- 01. April: Dmitrij Archipow, russischer Freestyle-Skifahrer
- 01. April: Bjørn Einar Romøren, norwegischer Skispringer
- 03. April: Éder Bonfim, brasilianischer Fußballspieler
- 04. April: Rubén Felgaer, argentinischer Schachspieler
- 05. April: Thomas Blaschek, deutscher Hürdensprinter
- 06. April: Lucas Matías Licht, argentinischer Fußballspieler
- 10. April: Gretchen Bleiler, US-amerikanische Snowboarderin
- 10. April: Kristin Kartheuser, deutsche Handballspielerin
- 11. April: Jerome James, belizischer Fußballspieler
- 12. April: Juri Borsakowski, russischer Mittelstreckenläufer und Olympiasieger
- 12. April: Nicolás Andrés Burdisso, argentinischer Fußballspieler
- 13. April: Jennifer Meier, deutsche Fußballspielerin
- 13. April: Matjaž Mlakar, slowenischer Handballspieler
- 13. April: Martin Pohl, deutscher Fußballspieler
- 15. April: Andrés D’Alessandro, argentinischer Fußballspieler
- 16. April: Anestis Agritis, griechischer Fußballspieler
- 17. April: Luca Denicolà, Schweizer Fußballspieler
- 18. April: Maxim Iglinski, kasachischer Radrennfahrer
- 19. April: Troy Polamalu, US-amerikanischer American-Football-Spieler
- 21. April: Gerd-Elin Albert, norwegische Handballspielerin
- 21. April: Wissem Hmam, tunesischer Handballspieler und -trainer
- 23. April: Hiroaki Ishiura, japanischer Automobilrennfahrer
- 25. April: Felipe Massa, brasilianischer Automobilrennfahrer
- 25. April: Anja Pärson, schwedische Skirennläuferin
- 26. April: Matthieu Delpierre, französischer Fußballspieler
- 27. April: Magnus Andersson, schwedischer Fußballspieler
- 27. April: Lukas Schulz, deutscher Boxer
- 28. April: Michael Ferrante, australischer Fußballspieler
- 29. April: Juliette Ah-Wan, Badmintonspielerin von den Seychellen
- 29. April: Erika Carvalho de Sousa, brasilianische Volleyballspielerin
- 30. April: Kristin Størmer Steira, norwegische Skilangläuferin
- 30. April: Ali Williams, neuseeländischer Rugby-Union-Spieler

### Mai
- 01. Mai: Manny Acosta, panamaischer Baseballspieler
- 01. Mai: Aljaksandr Hleb, belarussischer Fußballspieler
- 02. Mai: Tiago, portugiesischer Fußballspieler
- 05. Mai: Mariano González, argentinischer Fußballspieler
- 06. Mai: Guglielmo Stendardo, italienischer Fußballspieler
- 08. Mai: Andrea Barzagli, italienischer Fußballspieler
- 08. Mai: Tatjana Dektjarjowa, russische Hürdenläuferin
- 09. Mai: Tatiana Barrera, französische Beachvolleyballspielerin
- 09. Mai: Darwin Barreto, uruguayischer Fußballspieler
- 10. Mai: Péter Ács, ungarischer Schachmeister
- 10. Mai: Koko Archibong, nigerianischer Basketballspieler
- 10. Mai: Arkadiusz Gołaś, polnischer Volleyballspieler († 2005)
- 10. Mai: Humberto Suazo, chilenischer Fußballspieler
- 11. Mai: Lauren Jackson, australische Basketballspielerin
- 12. Mai: Alexander Trost, deutscher Handballspieler
- 13. Mai: Greg Amadio, kanadischer Eishockeyspieler

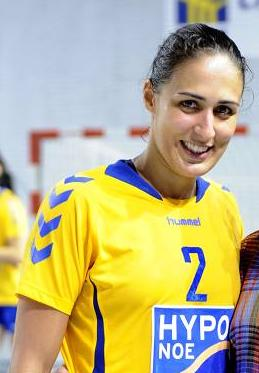
Fabiana Diniz

- 13. Mai: Fabiana Diniz, brasilianische Handballspielerin
- 13. Mai: Nicolás Frutos, argentinischer Fußballspieler
- 13. Mai: Matías Lequi, italienisch-argentinischer Fußballspieler
- 14. Mai: Antti Aarnio, finnischer Eishockeyspieler
- 14. Mai: Björn Andrae, deutscher Volleyballspieler

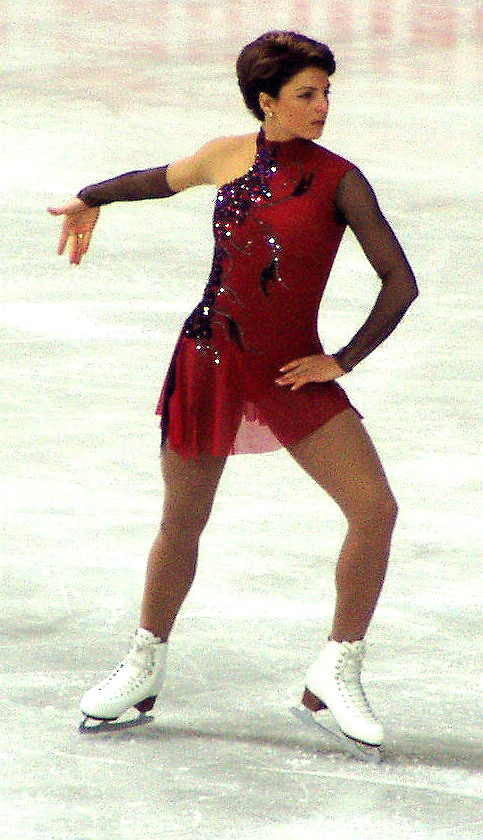
Júlia Sebestyén

- 14. Mai: Júlia Sebestyén, ungarische Eiskunstläuferin
- 17. Mai: Krisztina Ádám, ungarische Badmintonspielerin
- 17. Mai: Pasi Ahonen, finnischer Skispringer
- 17. Mai: Vladan Grujić, bosnisch-herzegowinischer Fußballspieler
- 17. Mai: Jan-Fiete Buschmann, deutscher Handballspieler
- 17. Mai: Katrin Kliehm, deutsche Fußballspielerin
- 18. Mai: Christa Schäpertöns, deutsche Fußballspielerin
- 19. Mai: Roger Aiken, irischer Radrennfahrer
- 19. Mai: Aksana Drahun, belarussische Sprinterin
- 19. Mai: Luciano Figueroa, argentinischer Fußballspieler
- 19. Mai: Sina Schielke, deutsche Leichtathletin
- 19. Mai: Felix Zwayer, deutscher Fußballschiedsrichter

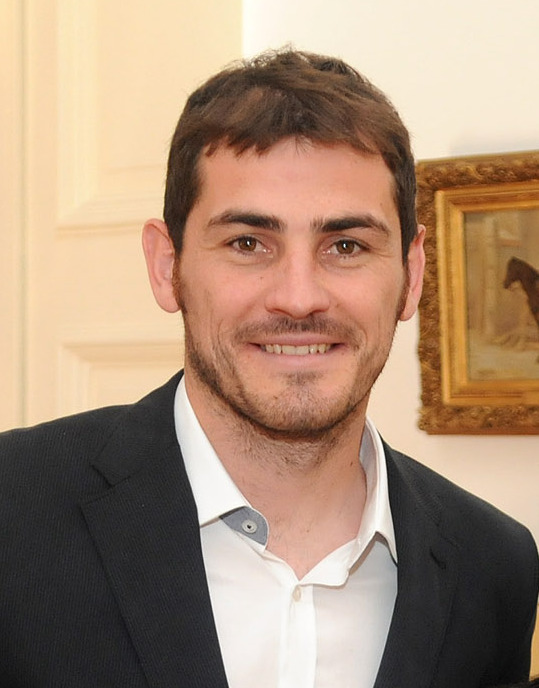
Iker Casillas

- 20. Mai: Iker Casillas, spanischer Fußballspieler
- 21. Mai: Craig Anderson, US-amerikanischer Eishockeytorwart
- 21. Mai: David Appel, tschechischer Eishockeyspieler
- 21. Mai: Michael Bingham, englischer Fußballspieler
- 21. Mai: Anna Rogowska, polnische Leichtathletin
- 22. Mai: Daniel Bryan, US-amerikanischer Wrestler
- 22. Mai: Jürgen Melzer, österreichischer Tennisspieler
- 22. Mai: Sebastián Taborda, uruguayischer Fußballspieler
- 24. Mai: Thomas Vulivuli, fidschianischer Fußballspieler
- 25. Mai: Dirk Werner, deutscher Automobilrennfahrer
- 27. Mai: Stefan Heythausen, deutscher Eisschnellläufer
- 27. Mai: Miloy, angolanischer Fußballspieler
- 28. Mai: Gábor Talmácsi, ungarischer Motorradrennfahrer
- 28. Mai: Boris Herrmann, deutscher Segler
- 29. Mai: Andrei Arschawin, russischer Fußballspieler
- 30. Mai: Igor Abakoumov, belgischer Radrennfahrer
- 30. Mai: Ahmad Elrich, libanesisch-australischer Fußballspieler
- 30. Mai: Lars Møller Madsen, dänischer Handballspieler
- 31. Mai: Mikael Antonsson, schwedischer Fußballspieler
- 31. Mai: Daniele Bonera, italienischer Fußballspieler
- 31. Mai: Marlies Schild, österreichische Skirennläuferin

### Juni
- 01. Juni: Kenan Aşkan, türkischer Fußballspieler
- 01. Juni: Thorben Marx, deutscher Fußballspieler
- 02. Juni: Nikolai Dawydenko, russischer Tennisspieler
- 03. Juni: Mike Adam, kanadischer Curler
- 04. Juni: Joey Duin, niederländischer Handballspieler
- 04. Juni: Tobias Karlsson, schwedischer Handballspieler
- 05. Juni: Serhat Akın, türkischer Fußballspieler
- 06. Juni: João Paulo Andrade, portugiesischer Fußballspieler

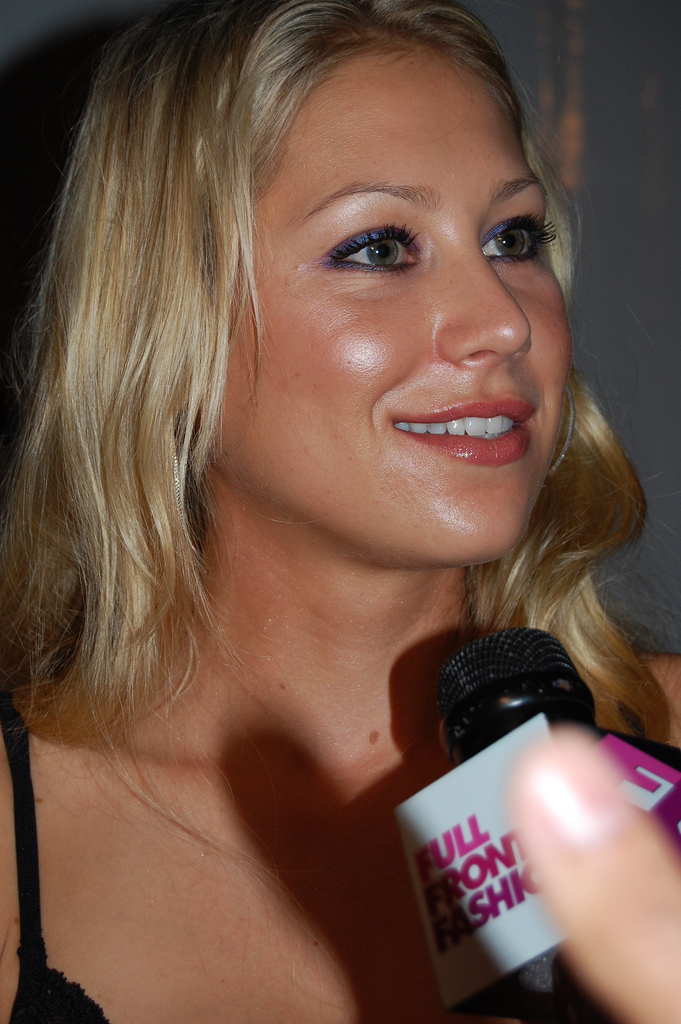
Anna Kurnikowa

- 07. Juni: Marco Guida, italienischer Fußballschiedsrichter
- 07. Juni: Anna Kurnikowa, russische Tennisspielerin
- 07. Juni: Michael Laverty, nordirischer Motorradrennfahrer
- 08. Juni: Matteo Meneghello, italienischer Automobilrennfahrer
- 09. Juni: Matthias Aschenbroich, deutscher Handballspieler
- 09. Juni: Kasper Søndergaard, dänischer Handballspieler
- 10. Juni: Alejandro Damián Domínguez, argentinischer Fußballspieler
- 11. Juni: Emiliano Moretti, italienischer Fußballspieler
- 12. Juni: Lukas Kwasniok, deutscher Fußballspieler und -trainer
- 12. Juni: Klemen Lavrič, slowenischer Fußballspieler
- 13. Juni: Jérémy Bury, französischer Karambolagespieler
- 14. Juni: Vladica Stojanović, serbischer Handballspieler
- 15. Juni: Marcus Cleverly, dänischer Handballspieler
- 15. Juni: Hugo Costela, uruguayischer Fußballspieler
- 15. Juni: Jakob Thoustrup, dänischer Handballspieler
- 16. Juni: David Buxo, andorranischer Fußballspieler
- 18. Juni: Thomas Bruhn, dänischer Handballspieler
- 18. Juni: Marco Streller, Schweizer Fußballspieler
- 19. Juni: Martin Abadir, österreichischer Handballspieler
- 21. Juni: An Qi, chinesischer Fußballspieler
- 21. Juni: Michael Hackert, deutscher Eishockeyspieler
- 21. Juni: Christian Montanari, san-marinesischer Automobilrennfahrer
- 22. Juni: Mathias Abel, deutscher Fußballspieler
- 23. Juni: Björn Schlicke, deutscher Fußballspieler
- 24. Juni: Marco Vorbeck, deutscher Fußballspieler
- 25. Juni: Simon Ammann, Schweizer Skispringer
- 26. Juni: Paolo Cannavaro, italienischer Fußballspieler
- 26. Juni: Natalja Antjuch, russische Leichtathletin und Olympiasiegerin
- 28. Juni: Mara Santangelo, italienische Tennisspielerin
- 30. Juni: Can Artam, türkischer Automobilrennfahrer

### Juli
- 04. Juli: Christoph Preuß, deutscher Fußballspieler
- 06. Juli: Nnamdi Asomugha, US-amerikanischer American-Football-Spieler
- 06. Juli: Roman Schirokow, russischer Fußballspieler
- 07. Juli: Osvaldo Zambrana, bolivianischer Schachgroßmeister
- 08. Juli: Ang Li Peng, malaysische Badmintonspielerin
- 08. Juli: Anastassija Myskina, russische Tennisspielerin
- 09. Juli: Risto Arnaudovski, kroatisch-mazedonischer Handballspieler
- 09. Juli: Marco Stark, deutscher Fußballspieler
- 09. Juli: Rutger Smith, niederländischer Leichtathlet
- 10. Juli: Ciro Capuano, italienischer Fußballspieler
- 10. Juli: Antun Kovacic, australischer Fußballspieler

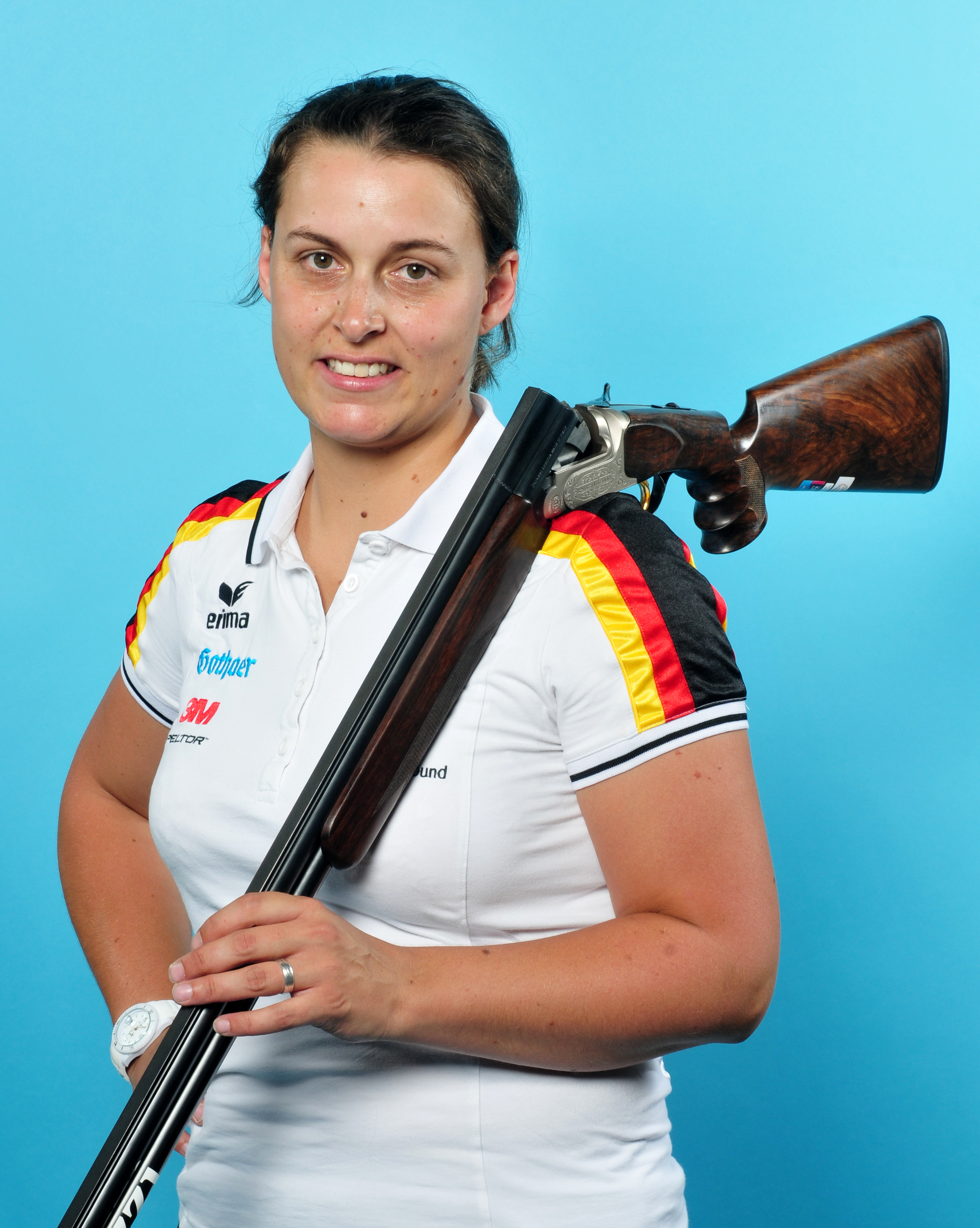
Christine Wenzel

- 10. Juli: Christine Wenzel, deutsche Sportschützin
- 10. Juli: Giancarlo Serenelli, venezolanischer Automobilrennfahrer
- 11. Juli: Andre Johnson, US-amerikanischer American-Football-Spieler
- 12. Juli: Marco di Bello, italienischer Fußballschiedsrichter
- 12. Juli: Marco Jetzer, Schweizer Wasserballspieler
- 13. Juli: Darío Díaz, argentinischer Radrennfahrer
- 13. Juli: João Paulo de Oliveira, brasilianischer Automobilrennfahrer
- 14. Juli: Alexander Abraham, armenischer Boxer
- 14. Juli: Matti Hautamäki, finnischer Skispringer
- 15. Juli: José María Calvo, argentinischer Fußballspieler
- 15. Juli: Davide Massa, italienischer Fußballschiedsrichter
- 16. Juli: Vigdis Hårsaker, norwegische Handballspielerin
- 17. Juli: Jonas Källman, schwedischer Handballspieler
- 17. Juli: Stefan Schröder, deutscher Handballspieler
- 17. Juli: Anthony West, australischer Motorradrennfahrer
- 18. Juli: Esther Vergeer, niederländische Rollstuhltennisspielerin
- 21. Juli: Stefan Schumacher, deutscher Radrennfahrer
- 21. Juli: Joaquín Sánchez Rodríguez, spanischer Fußballspieler
- 23. Juli: Dario Damjanović, bosnisch-herzegowinischer Fußballspieler
- 23. Juli: Jarkko Nieminen, finnischer Tennisspieler
- 25. Juli: Juho Hänninen, finnischer Rallyefahrer
- 25. Juli: Cédric Paty, französischer Handballspieler
- 26. Juli: Andrei Schefer, russischer Eishockeyspieler
- 27. Juli: Yann Debayle, französischer Biathlet
- 28. Juli: Mathieu Béda, französischer Fußballspieler
- 28. Juli: Patrick Long, US-amerikanischer Automobilrennfahrer
- 29. Juli: Ahmad Hassan Abdullah, katarischer Langstreckenläufer

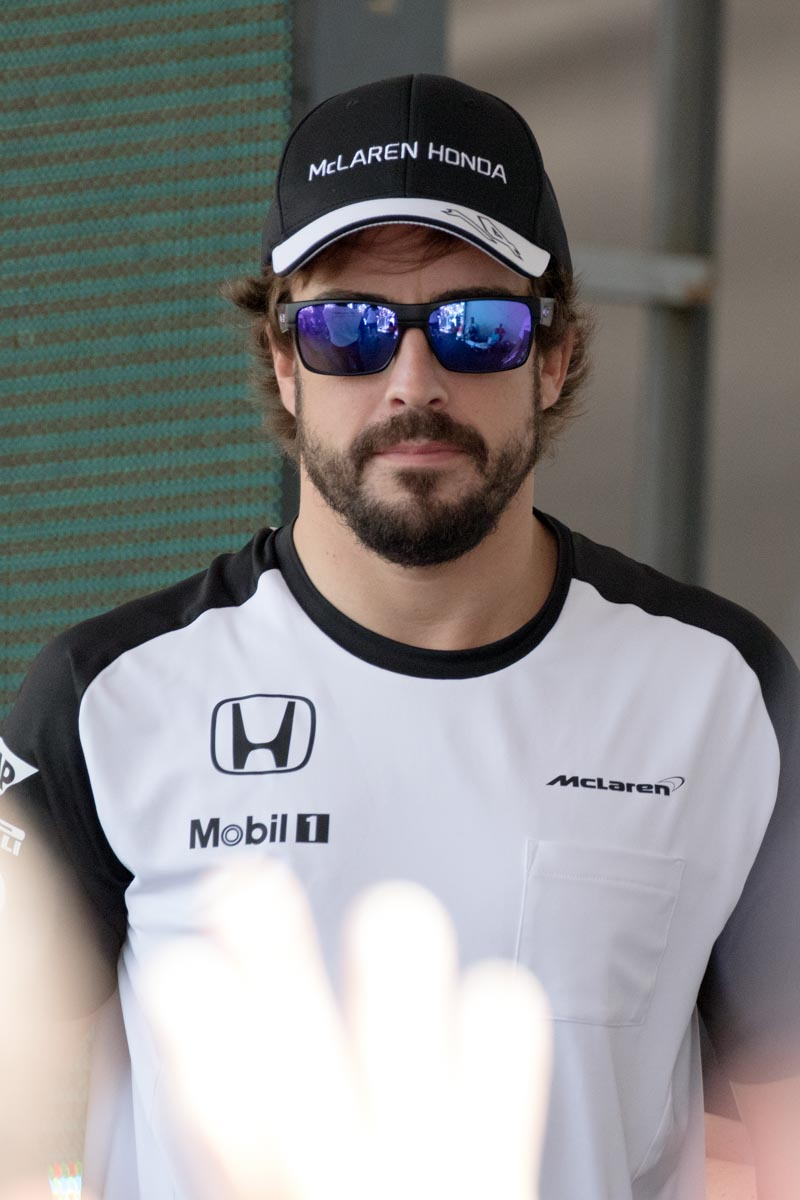
Fernando Alonso

- 29. Juli: Fernando Alonso, spanischer Automobilrennfahrer
- 29. Juli: Silvana Pacheco Gallardo, peruanische Schachspielerin, -trainerin und -schiedsrichterin
- 29. Juli: Abdelkader Laïfaoui, algerischer Fußballspieler
- 30. Juli: Nicky Hayden, US-amerikanischer Motorradrennfahrer († 2017)
- 30. Juli: Rupert Probst, österreichischer Radrennfahrer
- 30. Juli: Juan Smith, südafrikanischer Rugbyspieler
- 31. Juli: Márcio Luiz Adurens, brasilianischer Fußballspieler
- 31. Juli: Clemente Rodríguez, argentinischer Fußballspieler

### August
- 01. August: Christofer Heimeroth, deutscher Fußballtorhüter
- 01. August: Hans Lindberg, dänischer Handballspieler
- 02. August: Jorge Bava, uruguayischer Fußballspieler
- 03. August: Pablo Ibáñez, spanischer Fußballspieler

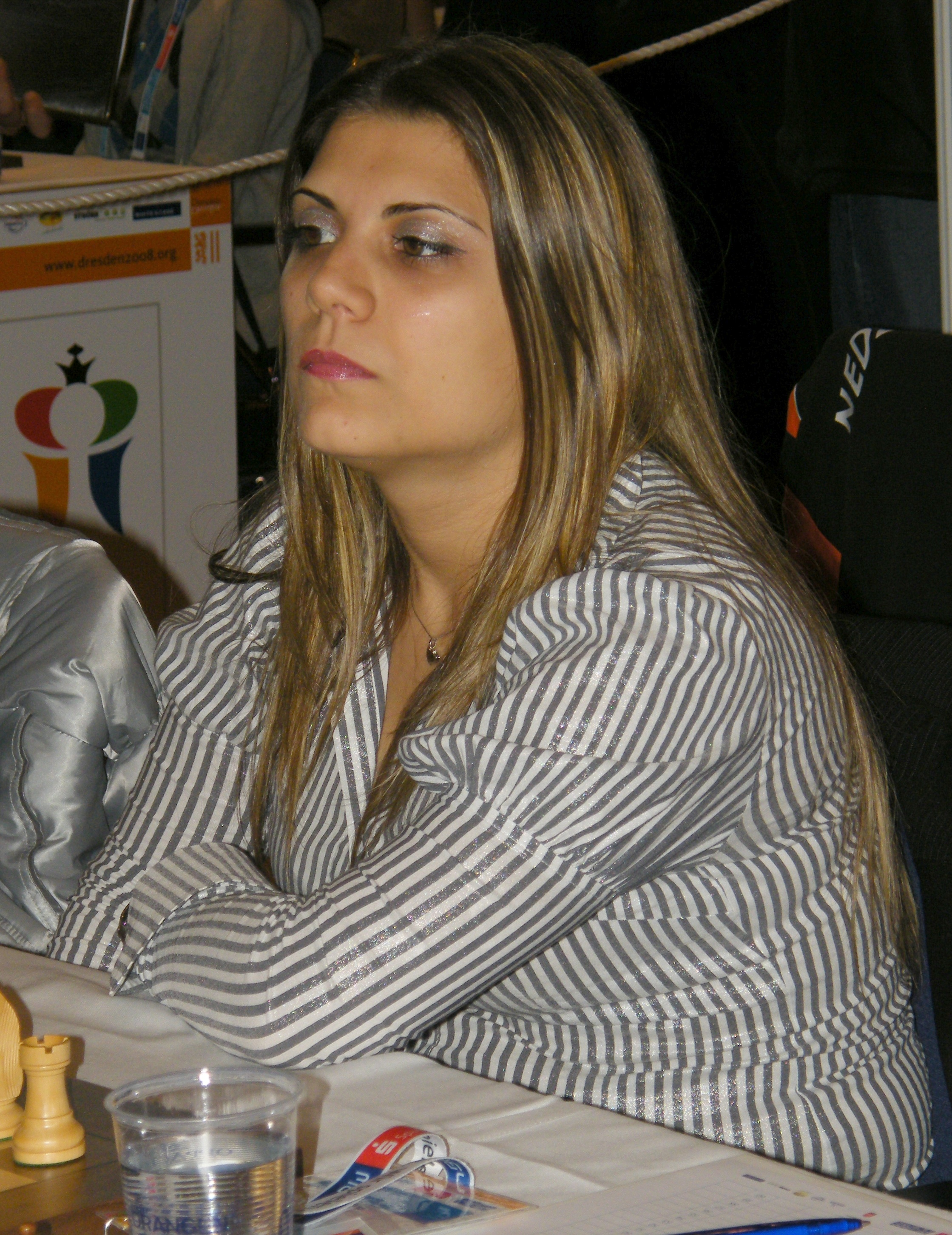
Nelli Aghinjan

- 04. August: Nelli Aghinjan, armenische Schachspielerin
- 04. August: Michael Binder, deutscher Handballspieler
- 04. August: Benjamin Lauth, deutscher Fußballspieler
- 05. August: Maik Franz, deutscher Fußballspieler

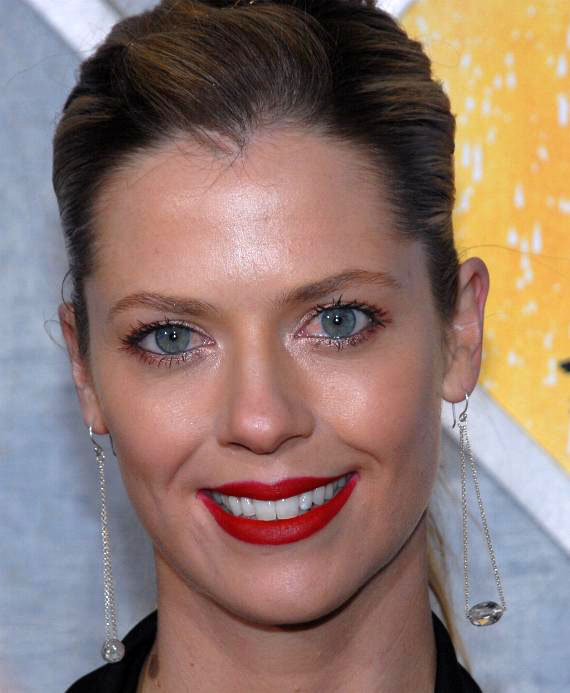
Anna Rawson

- 05. August: Anna Rawson, australische Profigolferin und ein Fotomodell
- 05. August: Nelson Techera, uruguayischer Fußballspieler
- 06. August: Thomas Greilinger, deutscher Eishockeyspieler
- 06. August: Abdul Kader Keïta, ivorischer Fußballspieler
- 06. August: Vitantonio Liuzzi, italienischer Automobilrennfahrer
- 07. August: Asasekiryū Tarō, mongolischer Sumōringer

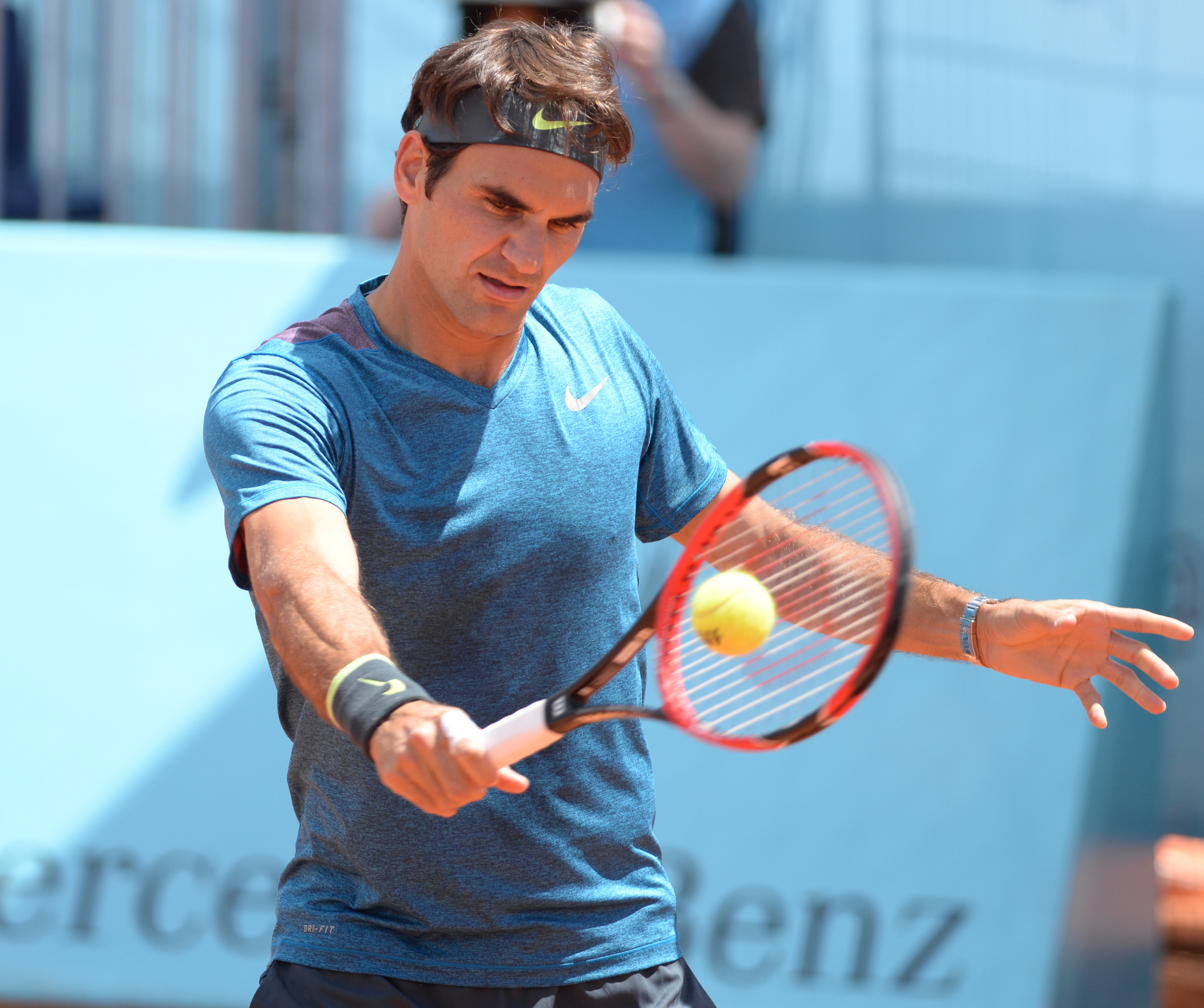
Roger Federer

- 08. August: Roger Federer, Schweizer Tennisspieler
- 09. August: Alexandra Uhlig, deutsche Handballspielerin
- 09. August: Li Jia Wei, Tischtennisspielerin aus Singapur
- 10. August: Taufik Hidayat, indonesischer Badmintonspieler
- 12. August: Djibril Cissé, französischer Fußballspieler
- 12. August: Emiliano Dudar, argentinischer Fußballspieler
- 13. August: Murat Akyüz, türkischer Fußballspieler
- 14. August: Scott Lipsky, US-amerikanischer Tennisspieler
- 14. August: Juan Manuel Olivera, uruguayischer Fußballspieler
- 15. August: Silvan Zurbriggen, Schweizer Skirennfahrer
- 16. August: Karim Bridji, algerischer Fußballspieler
- 16. August: Vlatko Mitkov, mazedonischer Handballspieler
- 16. August: Roque Santa Cruz, paraguayischer Fußballspieler
- 18. August: Francisco Javier Abad, spanischer Mittelstreckenläufer
- 18. August: César Delgado, argentinischer Fußballspieler
- 18. August: Frank Wahl, deutscher Handballspieler
- 21. August: Ryan Griffiths, australischer Fußballspieler

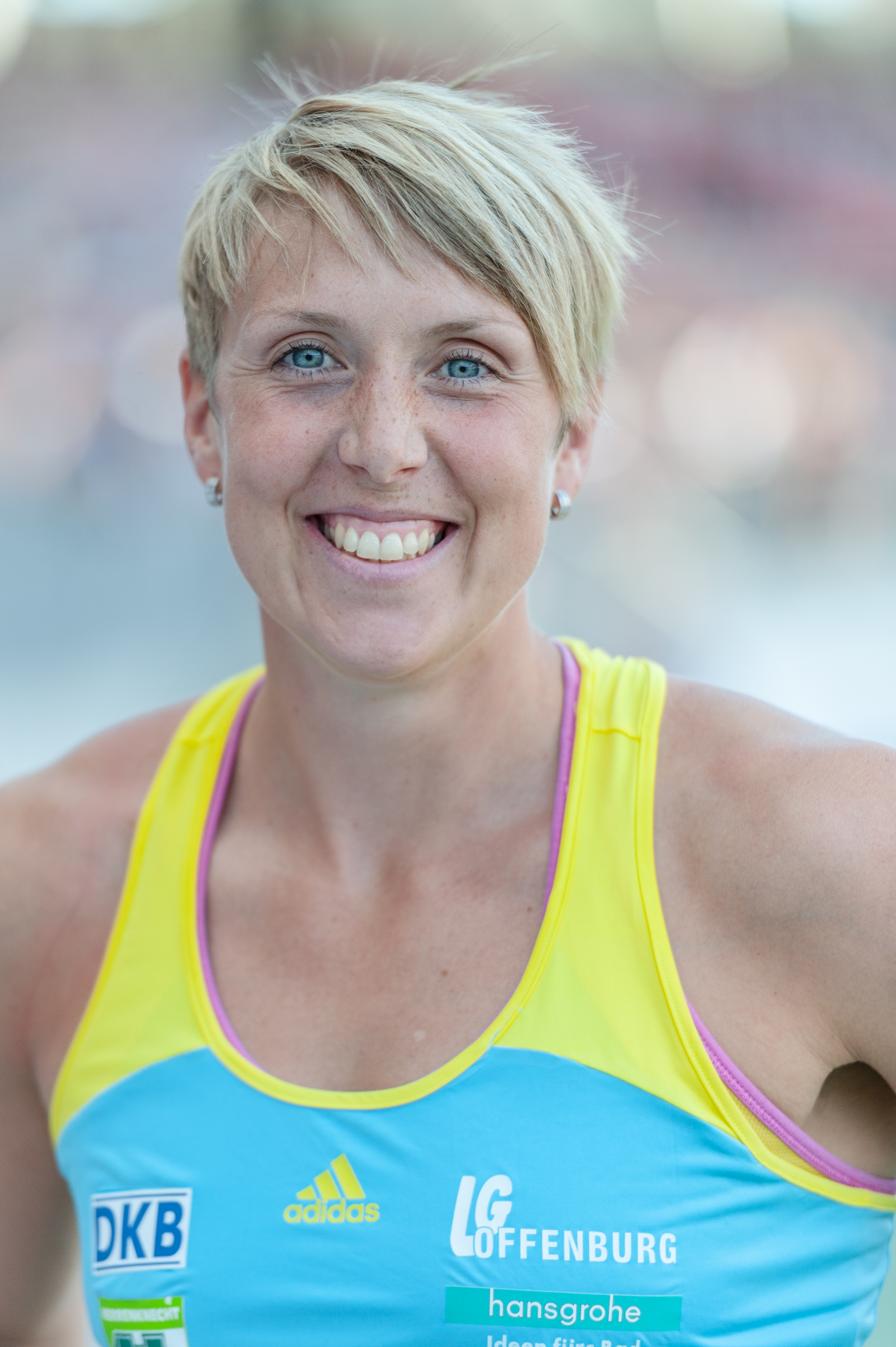
Christina Obergföll

- 22. August: Christina Obergföll, deutsche Speerwerferin
- 23. August: Carlos Cuéllar, spanischer Fußballspieler
- 23. August: Fatou Bintou Fall, senegalesische Leichtathletin
- 23. August: Stephan Loboué, deutsch-ivorischer Fußballspieler
- 26. August: Ali Al Rumaihi, katarischer Springreiter
- 27. August: Maxwell Scherrer Cabelino Andrade, brasilianischer Fußballspieler
- 27. August: Alessandro Gamberini, italienischer Fußballspieler
- 27. August: Richard Sterne, südafrikanischer Golfspieler
- 28. August: Daniel Gygax, Schweizer Fußballspieler
- 28. August: Raphael Matos, brasilianischer Automobilrennfahrer
- 28. August: Agata Wróbel, polnische Gewichtheberin
- 29. August: Miyo Akao, japanische Badmintonspielerin
- 29. August: Martin Erat, tschechischer Eishockeyspieler
- 29. August: Siarhei Rutenka, spanischer Handballspieler
- 30. August: Veli Acar, türkischer Fußballspieler
- 30. August: Jonas Glyager Jensen, dänischer Badmintonspieler
- 30. August: Tomasz Majewski, polnischer Leichtathlet
- 30. August: André Niklaus, deutscher Leichtathlet
- 30. August: Moncef Zerka, französisch-marokkanischer Fußballspieler
- 31. August: Dwayne Peel, walisischer Rugbyspieler

### September

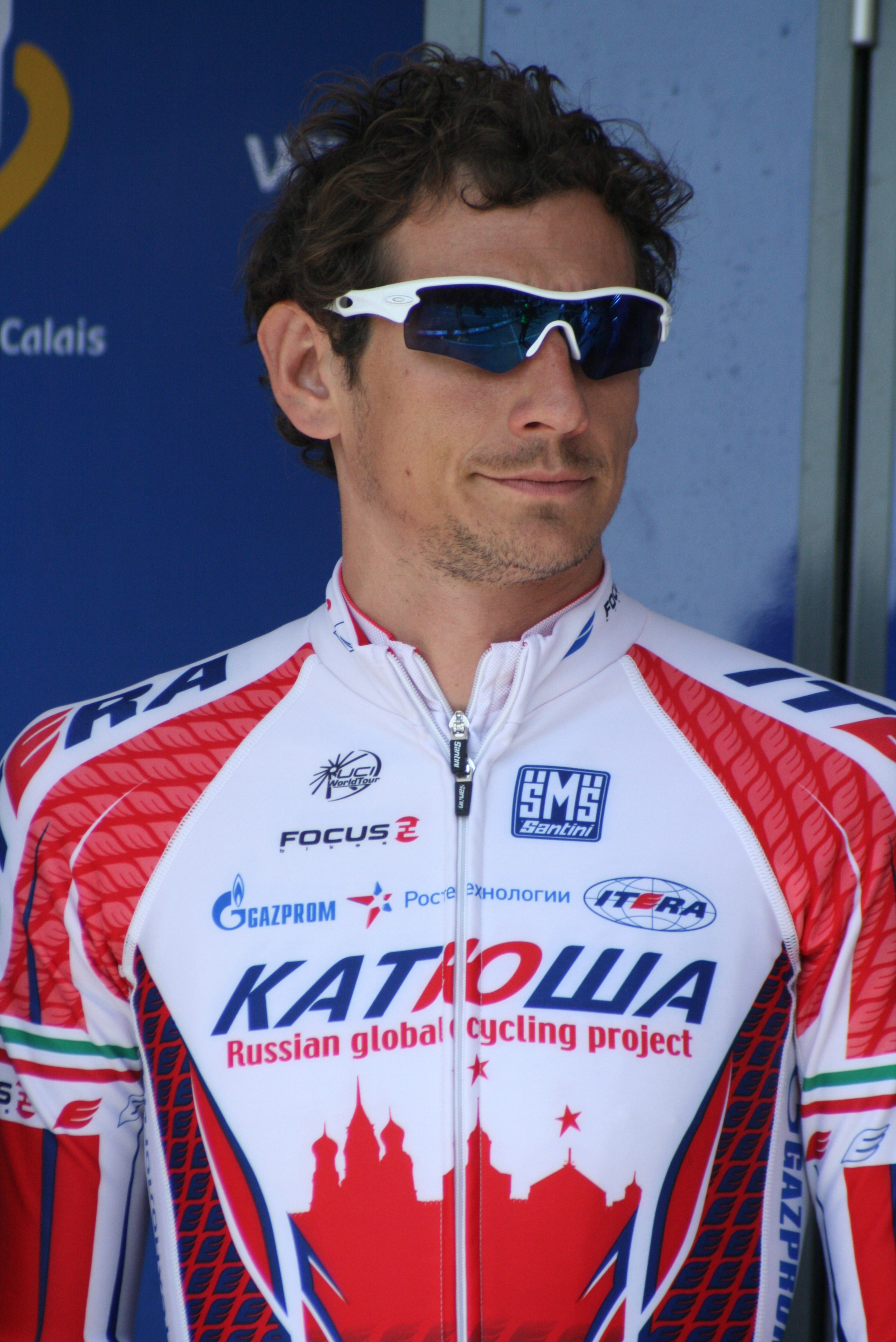
Filippo Pozzato

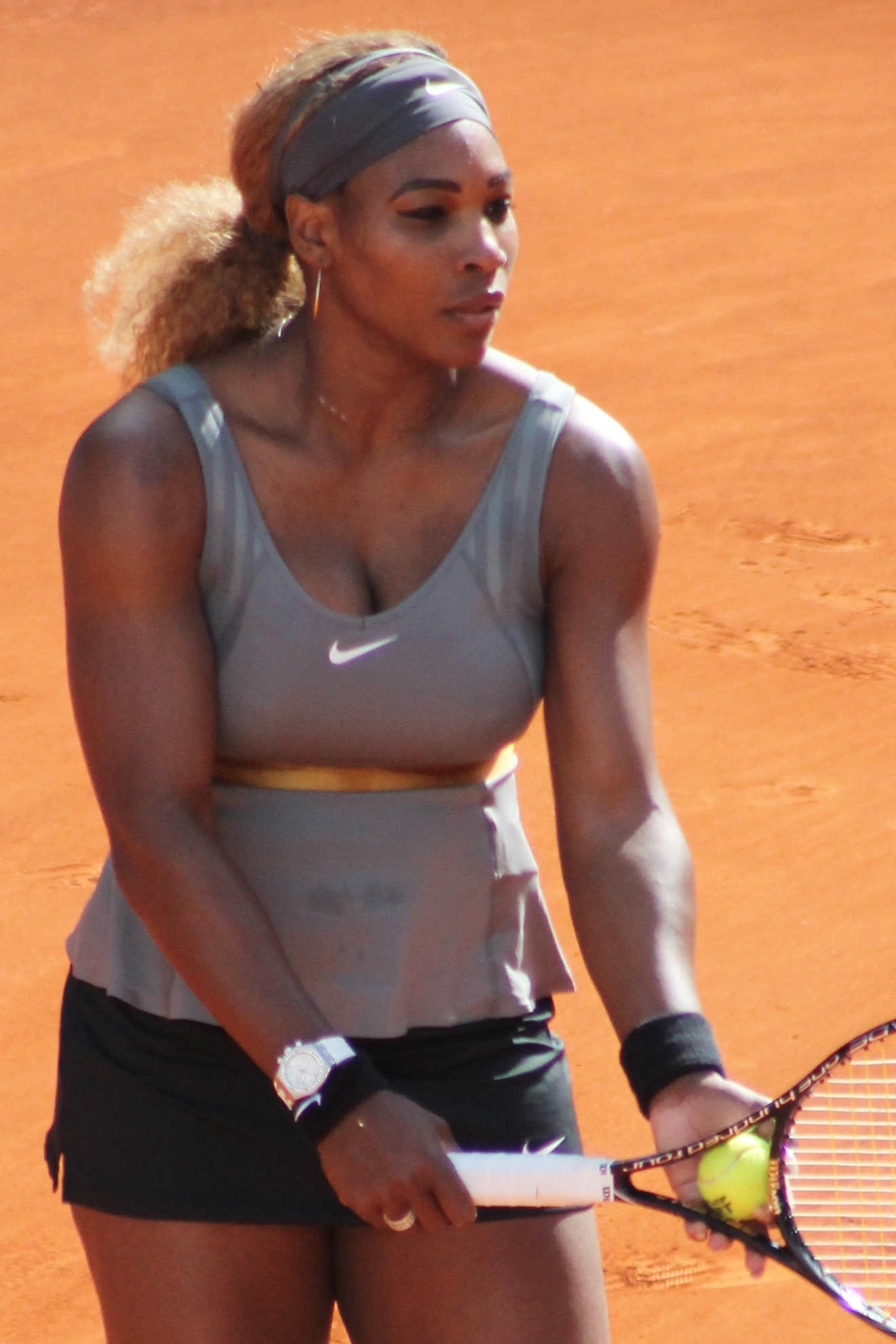
Serena Williams

- 01. September: Alexei Wladimirowitsch Iwanow, russischer Fußballspieler
- 01. September: Michael Maze, dänischer Tischtennisspieler
- 01. September: Alexei Zwetkow, russischer Nordischer Kombinierer
- 02. September: Elizabeth Amolofo, ghanaische Leichtathletin
- 04. September: Richard Garcia, australischer Fußballspieler
- 04. September: Agnieszka Wolska, polnische Handballspielerin
- 05. September: Filippo Volandri, italienischer Tennisspieler
- 06. September: Yūki Abe, japanischer Fußballspieler
- 06. September: Søren Larsen, dänischer Fußballspieler
- 07. September: Gregor Lorger, slowenischer Handballspieler
- 07. September: Tatjana Moissejewa, russische Biathletin
- 10. September: Ilka Arndt, deutsche Handballspielerin
- 10. September: Germán Denis, argentinischer Fußballspieler
- 10. September: Marco Chiudinelli, Schweizer Tennisspieler
- 10. September: Filippo Pozzato, italienischer Radrennfahrer
- 11. September: Nikolaos Skiathitis, griechischer Ruderer
- 12. September: Dirk Reichl, deutscher Radrennfahrer († 2005)
- 14. September: Stefan Reisinger, deutscher Fußballspieler
- 15. September: Jekaterina Smolenzewa, russische Eishockeyspielerin
- 15. September: Chaminda Indika Wijekoon, sri-lankischer Leichtathlet
- 16. September: Paul Janke, deutscher Fußballspieler
- 16. September: Igor Magogin, russischer Eishockeyspieler
- 16. September: Andrijana Stipaničić, kroatische Biathletin
- 17. September: Julio Alcorsé, argentinischer Fußballspieler
- 18. September: Andrea Caracciolo, italienischer Fußballspieler
- 18. September: Nadeeka Lakmali, sri-lankische Leichtathletin
- 18. September: Arie Luyendyk junior, niederländischer Automobilrennfahrer
- 18. September: Maicon dos Santos, brasilianischer Fußballspieler
- 19. September: Damiano Cunego, italienischer Radrennfahrer
- 19. September: Marcos Gelabert, argentinischer Fußballspieler
- 22. September: Sedat Ağçay, türkischer Fußballspieler
- 22. September: Michael Thiede, deutscher Handballspieler
- 22. September: Gonzalo Vargas, uruguayischer Fußballspieler
- 24. September: Tetjana Antypenko, ukrainische Skilangläuferin
- 24. September: Ryan Briscoe, australischer Automobilrennfahrer
- 24. September: Patrick Rothe, deutscher Handballspieler
- 26. September: Otar Chisaneischwili, georgischer Fußballspieler
- 26. September: Akira Sasaki, japanischer Skirennläufer
- 26. September: Graham Stack, irischer Fußballtorhüter
- 26. September: Serena Williams, US-amerikanische Tennisspielerin
- 27. September: Neha Ahuja, indische Skirennläuferin
- 27. September: Patrick Alphonse Bengondo, kamerunischer Fußballspieler
- 27. September: Dennis Serano, belizischer Fußballspieler
- 28. September: Marcin Jędrusiński, polnischer Sprinter
- 28. September: Loïc Loval-Landré, französischer Fußballspieler
- 28. September: Mauro Iván Óbolo, argentinischer Fußballspieler

### Oktober
- 01. Oktober: Júlio Baptista, brasilianischer Fußballspieler
- 01. Oktober: Gaby Mudingayi, belgisch-kongolesischer Fußballspieler
- 02. Oktober: Jamie Cerretani, US-amerikanischer Tennisspieler
- 02. Oktober: Luke Wilkshire, australischer Fußballspieler

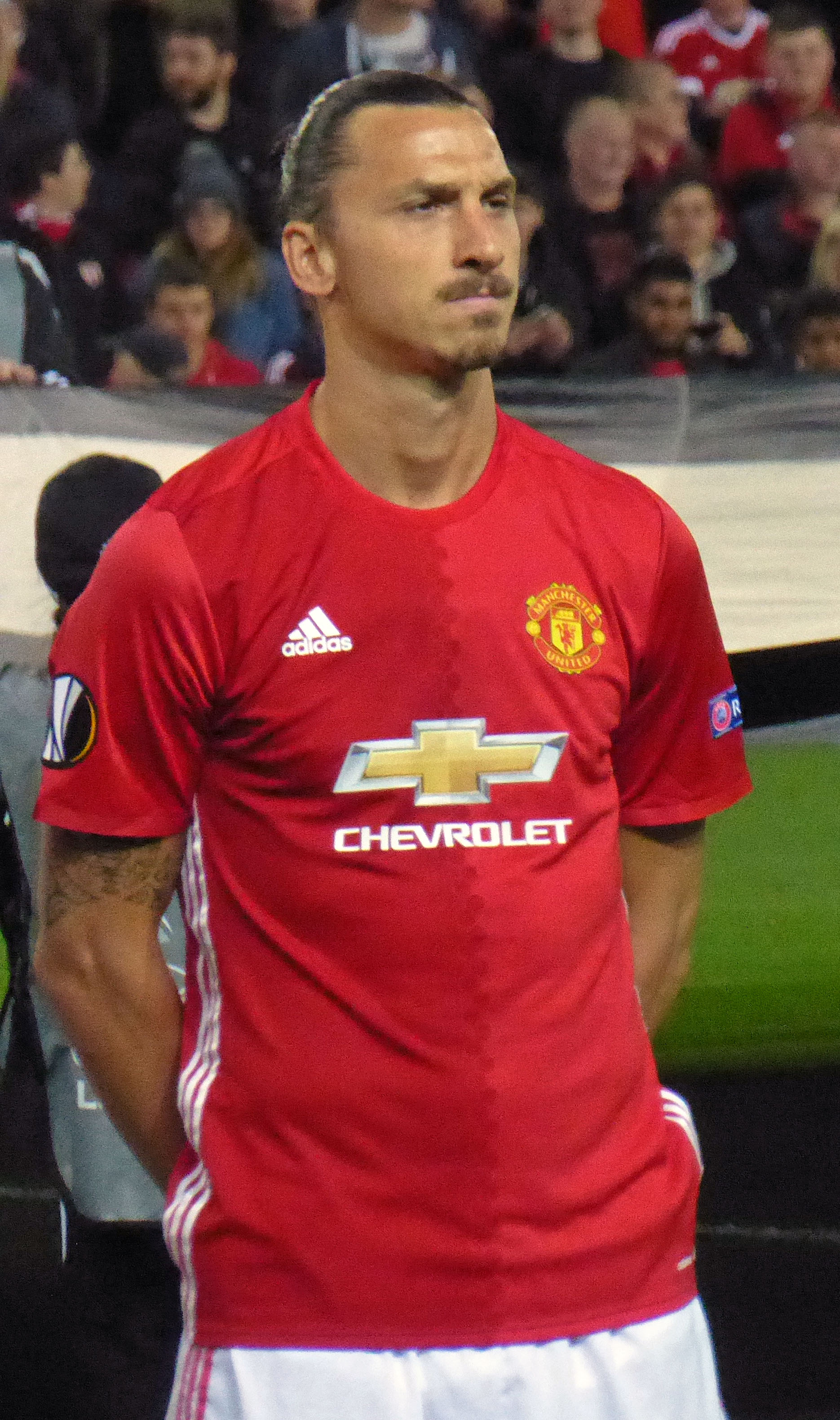
Zlatan Ibrahimović

- 03. Oktober: Zlatan Ibrahimović, schwedischer Fußballspieler
- 03. Oktober: Iván Pailós, uruguayischer Fußballspieler
- 04. Oktober: Yakubu Adamu, nigerianischer Fußballspieler
- 04. Oktober: Natalja Korosteljowa, russische Skilangläuferin
- 05. Oktober: Zhang Yining, chinesische Tischtennisspielerin
- 06. Oktober: Lutz Altepost, deutscher Kanute
- 06. Oktober: Udomporn Polsak, thailändische Gewichtheberin
- 07. Oktober: Geoffrey Kiprono Mutai, kenianischer Langstreckenläufer
- 07. Oktober: Bat-Otschiryn Ser-Od, mongolischer Leichtathlet
- 08. Oktober: Patrick Pilet, französischer Automobilrennfahrer
- 09. Oktober: Rafał Murawski, polnischer Fußballspieler
- 09. Oktober: Svenja Spriestersbach, deutsche Handballspielerin
- 10. Oktober: Chara, angolanischer Fußballspieler
- 12. Oktober: Shola Ameobi, englisch-nigerianischer Fußballspieler
- 12. Oktober: Max Endjala, namibischer Squashspieler († 2025)
- 15. Oktober: Billy Allen, US-amerikanischer Beachvolleyballspieler
- 15. Oktober: Francesco Benussi, italienischer Fußballspieler

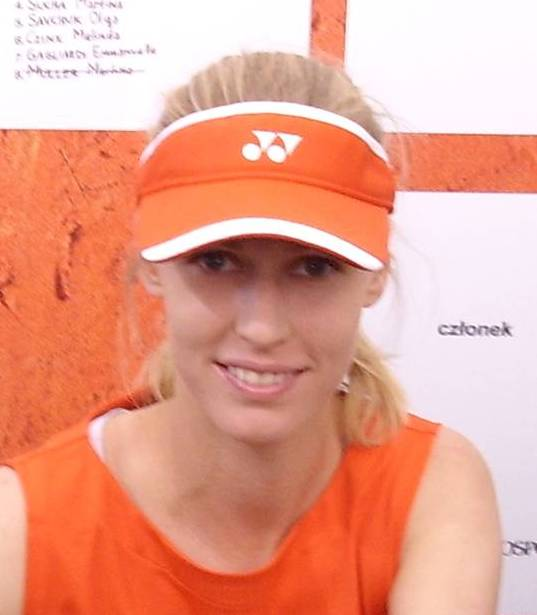
Jelena Dementjewa

- 15. Oktober: Jelena Dementjewa, russische Tennisspielerin und Olympiasiegerin
- 15. Oktober: Danilo Gomes, brasilianischer Fußballspieler
- 15. Oktober: Mohamed Shawky, ägyptischer Fußballspieler
- 17. Oktober: Snorri Guðjónsson, isländischer Handballspieler
- 17. Oktober: Timo Ochs, deutscher Fußballspieler
- 18. Oktober: Daniel Sauer, deutscher Handballspieler
- 19. Oktober: Heikki Kovalainen, finnischer Automobilrennfahrer
- 19. Oktober: Jonathan Santana, paraguayisch-argentinischer Fußballspieler
- 19. Oktober: Lucas Thwala, südafrikanischer Fußballspieler
- 24. Oktober: Kemal Aslan, türkischer Fußballspieler
- 25. Oktober: Hiroshi Aoyama, japanischer Motorradrennfahrer
- 25. Oktober: Shaun Wright-Phillips, englischer Fußballspieler
- 26. Oktober: Lorenzo Lanzi, italienischer Motorradrennfahrer
- 27. Oktober: Héctor Acuña, uruguayischer Fußballspieler
- 28. Oktober: Milan Baroš, tschechischer Fußballspieler
- 29. Oktober: Amanda Beard, US-amerikanische Schwimmerin
- 29. Oktober: Raul Cançado, brasilianischer Straßenradrennfahrer
- 30. Oktober: Ina-Lena Elwardt, deutsche Handballspielerin
- 30. Oktober: Muna Lee, US-amerikanische Leichtathletin

### November

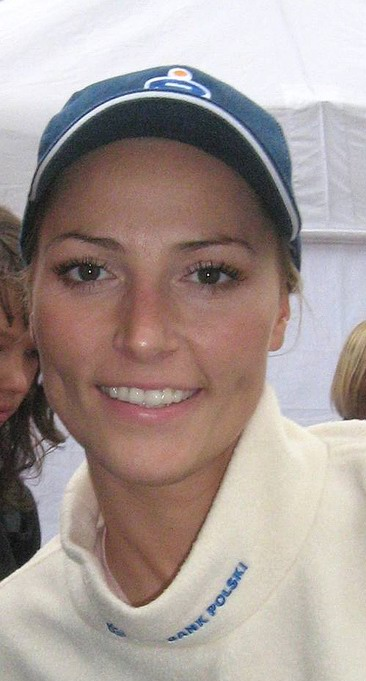
Sylwia Gruchała

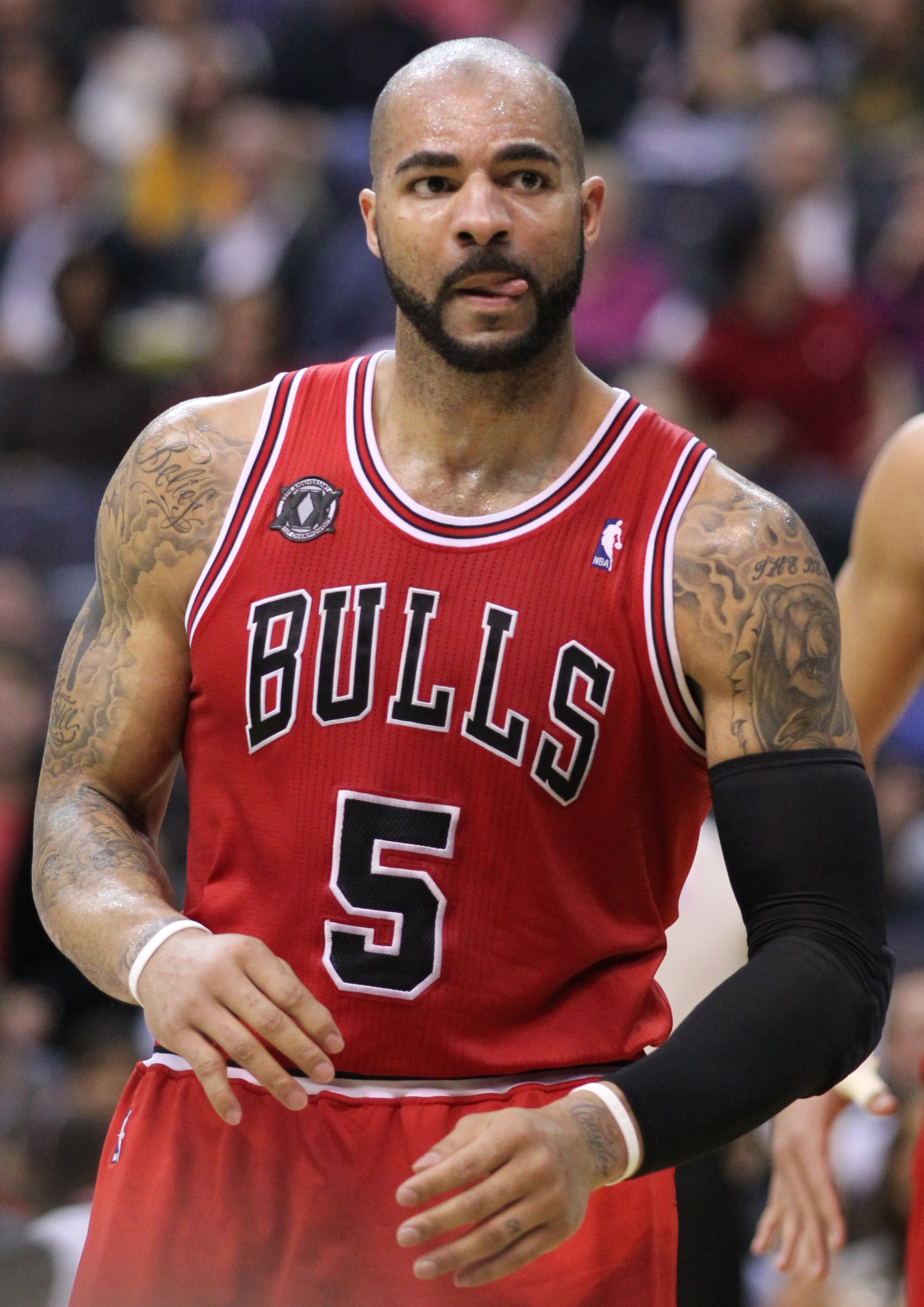
Carlos Boozer

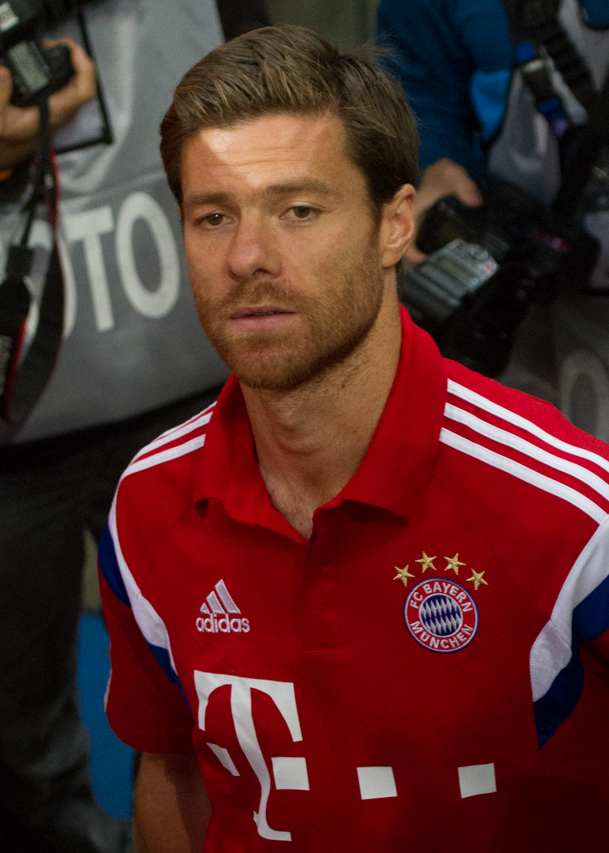
Xabi Alonso

- 02. November: Tatjana Totmjanina, russische Eiskunstläuferin und Olympiasiegerin
- 03. November: Jermaine Jones, deutsch-US-amerikanischer Fußballspieler
- 03. November: Navina Omilade, deutsche Fußballspielerin
- 03. November: Sten Pentus, estnischer Automobilrennfahrer
- 04. November: Christina Krogshede, dänische Handballspielerin
- 04. November: Guy Martin, britischer Motorradrennfahrer
- 06. November: Sylwia Gruchała, polnische Florettfechterin
- 07. November: Gitte Aaen, dänische Handballspielerin
- 07. November: Mike Larrison, US-amerikanischer Automobilrennfahrer
- 08. November: Joe Cole, englischer Fußballspieler
- 08. November: Arne Niemeyer, deutscher Handballspieler
- 08. November: Brian Rast, US-amerikanischer Pokerspieler
- 12. November: Annika Becker, deutsche Leichtathletin
- 12. November: Sergio Floccari, italienischer Fußballspieler
- 16. November: Marcel Heinig, deutscher Triathlet
- 17. November: Anna Bornhoff, deutsche Fußballspielerin
- 19. November: André Lotterer, deutscher Automobilrennfahrer
- 20. November: Carlos Boozer, US-amerikanischer Basketballspieler
- 22. November: Christopher Burton, australischer Vielseitigkeitsreiter
- 22. November: Stefan Mücke, deutscher Automobilrennfahrer
- 23. November: Nick Carle, australischer Fußballspieler
- 24. November: Randy Bülau, deutsche Handballspielerin
- 25. November: Xabi Alonso, spanischer Fußballspieler
- 25. November: Sergio Blanco, uruguayischer Fußballspieler
- 25. November: Mauricio Rua, brasilianischer Kampfsportler
- 26. November: Ibrahim Adamu, nigerianischer Badmintonspieler
- 26. November: Stephan Andersen, dänischer Fußballspieler
- 27. November: Theo Eltink, niederländischer Radrennfahrer
- 27. November: Sabine Englert, deutsche Handballspielerin
- 30. November: Eduardo Gonçalves de Oliveira, brasilianischer Fußballspieler
- 30. November: Elroy Smith, belizischer Fußballspieler

### Dezember
- 01. Dezember: Rolf Hermann, deutscher Handballspieler
- 02. Dezember: Thomas Pöck, österreichischer Eishockeyspieler
- 02. Dezember: Wladimir Jefimkin, russischer Radrennfahrer

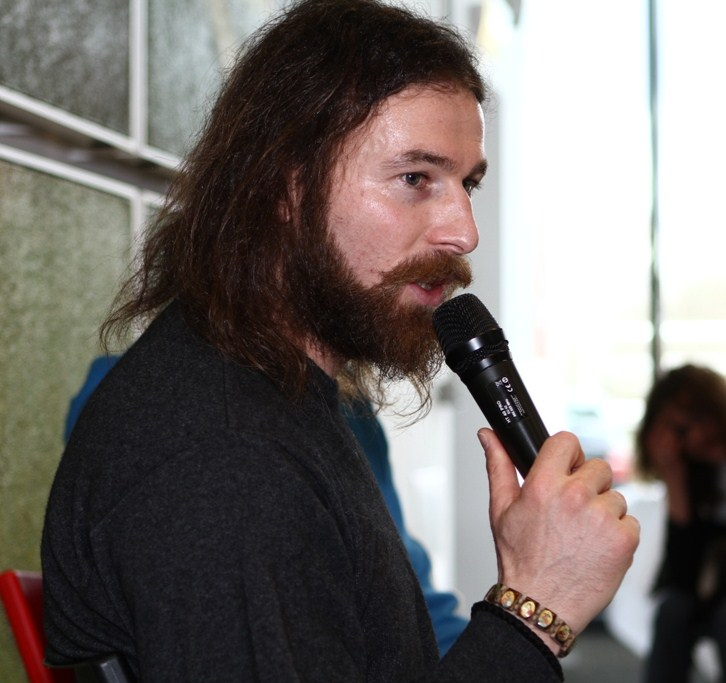
Ioannis Amanatidis

- 03. Dezember: Ioannis Amanatidis, griechischer Fußballspieler
- 03. Dezember: Choi Heung-chul, koreanischer Skispringer
- 03. Dezember: David Villa, spanischer Fußballspieler

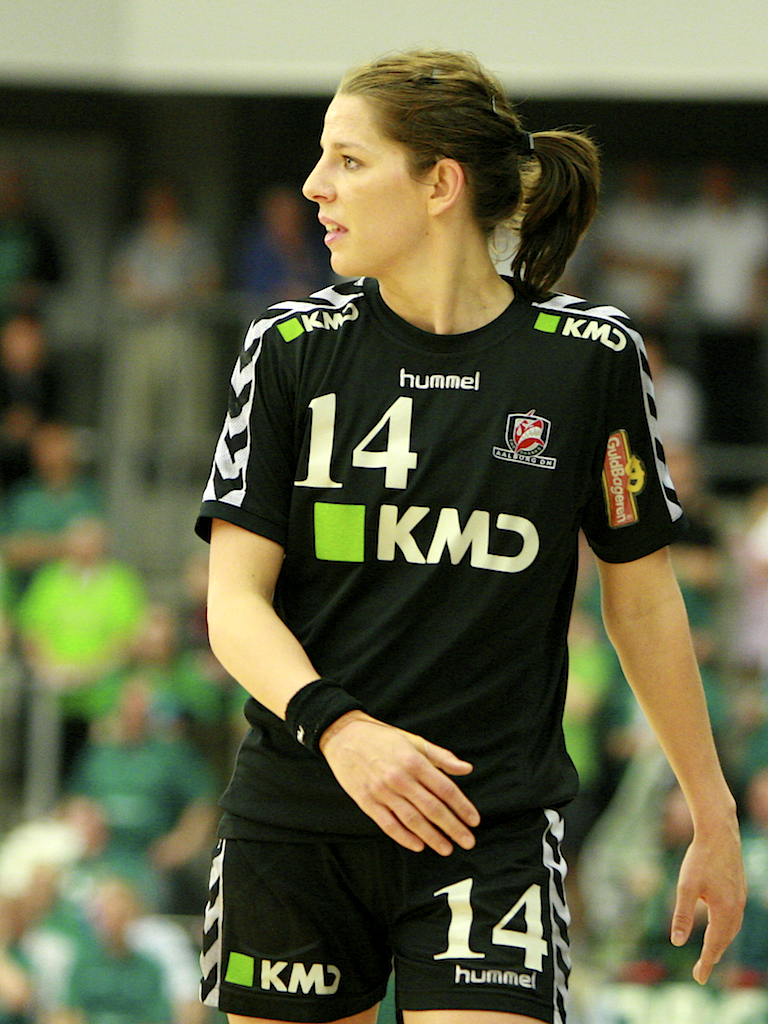
Matilda Boson

- 04. Dezember: Matilda Boson, schwedische Handballspielerin
- 04. Dezember: Kristīne Šefere, lettische Badmintonspielerin
- 05. Dezember: Gamal Hamza, ägyptischer Fußballspieler
- 06. Dezember: Federico Balzaretti, italienischer Fußballspieler
- 07. Dezember: Tommy Egeberg, norwegischer Skispringer
- 07. Dezember: Martin Tomczyk, deutscher Automobilrennfahrer
- 08. Dezember: Haley Johnson, US-amerikanische Biathletin
- 08. Dezember: David Martínez, mexikanischer Automobilrennfahrer
- 10. Dezember: Sanel Jahić, bosnisch-herzegowinischer Fußballspieler
- 11. Dezember: Javier Saviola, argentinischer Fußballspieler
- 11. Dezember: Martinien Tega, kamerunischer Radrennfahrer
- 11. Dezember: Mohamed Zidan, ägyptischer Fußballspieler
- 13. Dezember: Hans Grugger, österreichischer Skirennläufer
- 15. Dezember: Hossam Ghaly, ägyptischer Fußballspieler
- 15. Dezember: Thomas Herrion, US-amerikanischer American-Football-Spieler († 2005)
- 16. Dezember: Reanna Solomon, nauruische Gewichtheberin
- 17. Dezember: Tim Wiese, deutscher Fußballspieler (Torwart)
- 21. Dezember: Jorge Curbelo, uruguayischer Fußballspieler
- 21. Dezember: Alf Mintzel, deutscher Fußballspieler
- 21. Dezember: Cristian Zaccardo, italienischer Fußballspieler
- 22. Dezember: Momir Ilić, serbischer Handballspieler und -trainer
- 22. Dezember: Troy Mellanson, antiguanischer Fußballspieler
- 22. Dezember: Hendrik De Villiers, südafrikanischer Triathlet
- 25. Dezember: David Andersson, schwedischer Orientierungs- und Skiorientierungsläufer
- 25. Dezember: Mario Alberto Santana, argentinischer Fußballspieler
- 27. Dezember: Jana Schadrack, deutsche Fußballspielerin
- 28. Dezember: Nicolas Antonoff, französischer Eishockeyspieler
- 28. Dezember: Natalie Golda, US-amerikanische Wasserballspielerin
- 29. Dezember: Shizuka Arakawa, japanische Eiskunstläuferin
- 29. Dezember: Vjatšeslav Zahovaiko, estnischer Fußballspieler
- 30. Dezember: Ali al-Habsi, omanischer Fußballspieler
- 31. Dezember: Tobias Rau, deutscher Fußballspieler
- 31. Dezember: Margaret Simpson, ghanaische Leichtathletin (Siebenkampf)
- 31. Dezember: Chinthana Vidanage, sri-lankischer Gewichtheber

### Tag unbekannt
- Lars Gunnar Abusdal, norwegischer Badmintonspieler

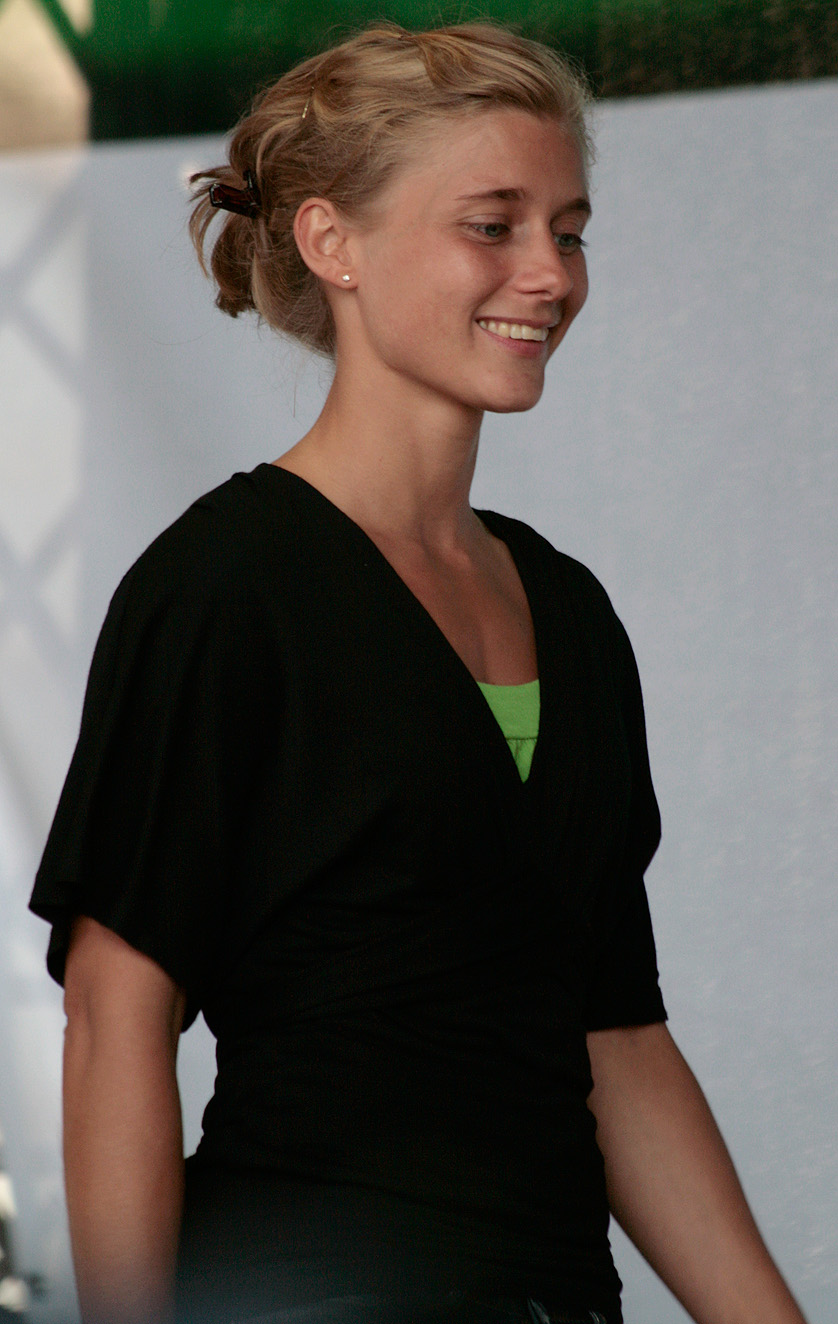
Maria Schreil

- Maria Schreil, österreichische Jiu Jitsu-Kämpferin

## Gestorben

### Januar
- 01. Januar: Mauri Rose, US-amerikanischer Automobilrennfahrer (* 1906)
- 04. Januar: Kenneth Carey, US-amerikanischer Segler (* 1893)
- 05. Januar: Leopold Wohlrab, österreichischer Feldhandballspieler (* 1913)
- 10. Januar: Lotte Mühe, deutsche Schwimmerin (* 1910)
- 12. Januar: Marcel Gobillot, französischer Radrennfahrer (* 1900)
- 16. Januar: Ali Dara, pakistanischer Hockeyspieler und Sportfunktionär (* 1915)
- 17. Januar: Timo Murama, finnischer Skisportler (* 1912)
- 20. Januar: Vittorio Tamagnini, italienischer Boxer (* 1910)
- 26. Januar: Herbert Taylor, US-amerikanischer Eisschnellläufer (* 1906)
- 28. Januar: Alphonse Gemuseus, Schweizer Springreiter (* 1898)
- 29. Januar: Reginald Martin, britischer Lacrossespieler (* 1887)
- 31. Januar: Thomas Webster, US-amerikanischer Segler (* 1909)
- 000Januar: Walter Feistritzer, österreichischer Eishockeyspieler (* 1920)
- 000Januar: Franc Pribošek, jugoslawischer Skispringer (* 1917)

### Februar
- 01. Februar: Charles Luck, britischer Turner (* 1886)
- 06. Februar: Heinz Benthien, deutscher Tischtennisspieler (* 1917)
- 07. Februar: Bertel Backman, finnischer Eiskunstläufer (* 1905)
- 09. Februar: Franz Andrysek, österreichischer Gewichtheber (* 1906)
- 09. Februar: Tiny Thompson, kanadischer Eishockeyspieler (* 1903)
- 10. Februar: Nándor Orbán, ungarischer Moderner Fünfkämpfer (* 1910)
- 11. Februar: Maurice Mandrillon, französischer Skisportler (* 1902)
- 13. Februar: Wacław Kuchar, polnischer Sportler (* 1897)
- 17. Februar: Alfred Fitch, US-amerikanischer Leichtathlet (* 1912)
- 17. Februar: Dante Secchi, italienischer Ruderer (* 1910)
- 22. Februar: Guy Butler, britischer Leichtathlet (* 1899)
- 26. Februar: Ferenc Tóth, ungarischer Ringer (* 1909)
- 28. Februar: André Devaux, französischer Leichtathlet (* 1894)

### März
- 02. März: Thomas Hamilton-Brown, südafrikanischer Boxer (* 1916)
- 04. März: Franz Kapus, Schweizer Bobfahrer (* 1909)
- 04. März: Giuseppe Perentin, italienischer Schwimmer (* 1906)
- 04. März: Ragnar Magnusson, schwedischer Leichtathlet (* 1901)
- 11. März: Guy Revell, kanadischer Eiskunstläufer (* 1941)
- 12. März: Eileen Armstrong, britische Wasserspringerin (* 1894)
- 20. März: Irving Jaffee, US-amerikanischer Eisschnellläufer und Eisschnelllauftrainer (* 1906)
- 23. März: Mike Hailwood, britischer Motorrad- und Automobilrennfahrer (* 1940)
- 26. März: Frank Fiddes, kanadischer Ruderer (* 1906)
- 29. März: Gunnar Gabrielsson, schwedischer Sportschütze (* 1891)
- 30. März: Louis Kuehn, US-amerikanischer Wasserspringer (* 1901)
- 30. März: Douglas Lowe, britischer Leichtathlet (* 1902)
- 31. März: Imre Gellért, ungarischer Turner (* 1888)

### April
- 06. April: Samuel Ewing, US-amerikanischer Hockeyspieler (* 1906)
- 07. April: Lorne Carr-Harris, britischer Eishockeytorhüter (* 1899)
- 09. April: Sverre Fredheim, US-amerikanischer Skispringer (* 1907)
- 12. April: Petrus Beukers, niederländischer Segler (* 1899)
- 12. April: Andrzej Krzeptowski, polnischer Skisportler (* 1902)
- 12. April: Fernand Saivé, belgischer Radrennfahrer (* 1900)
- 15. April: Alfred Schläppi, Schweizer Bobfahrer (* 1898)
- 17. April: Hanns Kilian, deutscher Bobfahrer (* 1905)
- 18. April: Marianne Mahlberg, deutsche Ruderin (* 1914)
- 22. April: Sten Hagander, schwedischer Leichtathlet (* 1891)
- 23. April: James Angus Gillan, britischer Ruderer (* 1885)
- 24. April: Tassy Johnson, australischer Radrennfahrer (* 1916)
- 25. April: Paul Bontemps, französischer Leichtathlet (* 1902)
- 25. April: Charles R. MacIver, britischer Segler (* 1981)
- 28. April: Cliff Battles, US-amerikanischer American-Football-Spieler (* 1910)
- 30. April: Paco Bienzobas, spanischer Fußballspieler und -schiedsrichter (* 1909)

### Mai
- 01. Mai: Eugène Auwerkeren, belgischer Turner (* 1895)
- 05. Mai: Louis De Ridder, belgischer Eishockeyspieler, Bobfahrer und Eisschnellläufer (* 1902)
- 05. Mai: Erik Winnberg, schwedischer Skilangläufer (* 1895)
- 09. Mai: Tibor Ribényi, ungarischer Leichtathlet (* 1914)
- 13. Mai: Gustaf Dyrssen, schwedischer Moderner Fünfkämpfer, Fechter und Sportfunktionär (* 1891)
- 14. Mai: Karl-Axel Kullerstrand, schwedischer Leichtathlet (* 1892)
- 15. Mai: Stanisław Podgórski, polnischer Radrennfahrer (* 1905)
- 20. Mai: Péter Bácsalmási, ungarischer Leichtathlet (* 1908)
- 20. Mai: Lauri Pihkala, finnischer Leichtathlet und Erfinder des Pesäpallo (* 1888)
- 24. Mai: Miguel de Capriles, US-amerikanischer Fechter und Fechtsportfunktionär (* 1906)
- 24. Mai: Herbert Müller, Schweizer Automobilrennfahrer (* 1940)
- 31. Mai: Edwina Chamier, kanadische Skirennläuferin (* 1890)
- 31. Mai: Karl Schmedes, deutscher Boxer (* 1908)
- 000Mai: Willy Renz, US-amerikanischer Handballspieler (* 1913)

### Juni
- 03. Juni: Otto Papenfuß, deutscher Radrennfahrer (* 1898)
- 04. Juni: Cedric Liddell, kanadischer Ruderer (* 1913)
- 07. Juni: Ödön Téry, ungarischer Turner (* 1890)
- 07. Juni: Joseph Wright, kanadischer Ruderer (* 1906)
- 12. Juni: Humberto Tomassina, uruguayischer Fußballspieler (* 1898)
- 13. Juni: Joseph Jackson, französischer Leichtathlet (* 1904)
- 22. Juni: Walter Glaß, deutscher Nordischer Kombinierer (* 1905)
- 22. Juni: Peter Hol, norwegischer Turner (* 1883)
- 29. Juni: Antero Kivi, finnischer Leichtathlet (* 1904)

### Juli
- 02. Juli: Paul Schmiedlin, Schweizer Fußballspieler und Leichtathlet (* 1897)
- 08. Juli: Emil Zeibig, französischer Schwimmer (* 1904)
- 10. Juli: Valter Ever, estnischer Leichtathlet (* 1902)
- 16. Juli: Bengt Sjöstedt, finnischer Leichtathlet (* 1906)
- 21. Juli: Jean Vaurez, französischer Autorennfahrer (* 1897)
- 22. Juli: Nedim Kaleci, türkischer Fußballtorhüter und -trainer (* 1900)
- 27. Juli: Gilbert Gray, US-amerikanischer Segler (* 1902)

### August
- 02. August: Stefanie Clausen, dänische Wasserspringerin (* 1900)
- 02. August: Athol Meech, kanadischer Ruderer (* 1907)
- 10. August: Josef Hauser, deutscher Wasserballspieler (* 1910)
- 28. August: Paul Anspach, belgischer Fechter (* 1882)
- 28. August: Béla Guttmann, ungarischer Fußballspieler und -trainer (* 1899)

### September
- 02. September: Wiktor Olecki, polnischer Radrennfahrer (* 1909)
- 08. September: Gerry Geran, US-amerikanischer Eishockeyspieler (* 1895)
- 11. September: Cecil McMaster, südafrikanischer Geher (* 1895)
- 21. September: Carlo Bandirola, italienischer Motorradrennfahrer (* 1915)
- 23. September: Hans Wichmann, deutscher Leichtathlet (* 1905)
- 25. September: Bertil Jansson, schwedischer Leichtathlet (* 1898)
- 26. September: Roy Cochran, US-amerikanischer Leichtathlet (* 1919)
- 26. September: Ludwig Goldbrunner, deutscher Fußballspieler (* 1908)
- 27. September: Pierre Claret, französischer Eishockeyspieler (* 1911)
- 28. September: Willi Meurer, deutscher Radrennfahrer (* 1915)

### Oktober
- 01. Oktober: Erich Gallwitz, österreichischer Skilangläufer (* 1912)
- 02. Oktober: Fidel LaBarba, US-amerikanischer Boxer (* 1905)
- 03. Oktober: Ko Korsten, niederländischer Schwimmer (* 1895)
- 05. Oktober: Helge Gustafsson, schwedischer Turner (* 1900)
- 05. Oktober: William Rand, US-amerikanischer Hürdenläufer (* 1886)
- 06. Oktober: Roy Hinkel, kanadischer Eishockeyspieler (* 1905)
- 12. Oktober: Julius Eisenecker, deutscher Fechter (* 1903)
- 16. Oktober: Orazio Mariani, italienischer Leichtathlet (* 1915)
- 16. Oktober: Iwan Udodow, sowjetisch-russischer Gewichtheber und Olympiasieger (* 1924)
- 22. Oktober: David Cecil, britischer Leichtathlet und Sportfunktionär (* 1905)
- 23. Oktober: Otylia Kałuża, polnische Leichtathletin (* 1907)
- 29. Oktober: Herbert Westermark, schwedischer Segler (* 1891)
- 30. Oktober: Jón Jónsen, isländischer Langstreckenläufer (* 1896)
- 31. Oktober: Antonio Cattalinich, italienischer Ruderer (* 1895)

### November
- 02. November: Carl-Erik von Braun, schwedischer Tennisspieler (* 1896)
- 04. November: Sverre Helgesen, norwegischer Leichtathlet (* 1903)
- 04. November: Mauritz Sandberg, schwedischer Fußballspieler (* 1895)
- 12. November: James Corson, US-amerikanischer Leichtathlet (* 1906)
- 13. November: Gunnar Andersen, dänischer Radrennfahrer (* 1911)
- 19. November: Henri Padou senior, französischer Schwimmer und Wasserballspieler (* 1898)
- 24. November: Jean Boyer, französischer Fußballspieler (* 1901)
- 25. November: Morris Kirksey, US-amerikanischer Leichtathlet und Rugbyspieler (* 1895)
- 26. November: Max Euwe, niederländischer Schachweltmeister (* 1901)
- 26. November: Pierre Pibarot, französischer Fußballspieler und -trainer (* 1916)
- 000November: Armin Guhl, Schweizer Leichtathlet (* 1907)

### Dezember
- 01. Dezember: Johannes Steinhardt, deutscher Leichtathlet (* 1905)
- 02. Dezember: Frank Hunter, US-amerikanischer Tennisspieler (* 1894)
- 03. Dezember: Jan Langedijk, niederländischer Eisschnellläufer (* 1910)
- 04. Dezember: Alphonse Burnand, US-amerikanischer Segler (* 1896)
- 04. Dezember: Zoilo Saldombide, uruguayischer Fußballspieler (* 1903 oder 1905)
- 11. Dezember: Walter Coppins, australischer Radrennfahrer (* 1902)
- 11. Dezember: Michele Orecchia, italienischer Radrennfahrer (* 1903)
- 14. Dezember: Clarence Oldfield, südafrikanischer Leichtathlet (* 1889)
- 14. Dezember: Anton Perwein, österreichischer Feldhandballspieler (* 1911)
- 18. Dezember: Juan Miles, argentinischer Polospieler (* 1898)
- 20. Dezember: Pierre Baugniet, belgischer Eiskunstläufer (* 1925)
- 28. Dezember: Franco Giongo, italienischer Leichtathlet (* 1891)
- 29. Dezember: Jack Cameron, kanadischer Eishockeytorhüter (* 1902)
- 29. Dezember: Georges Schiltz, luxemburgischer Radrennfahrer (* 1901)

### Datum unbekannt
- Luigi Bosatra, italienischer Leichtathlet (* 1905)
- Ignatius Gronkowski, US-amerikanischer Radrennfahrer (* 1897)
- Leonhard Joa, deutscher Automobilrennfahrer (* 1909)
- Ettore Tavernari, italienischer Leichtathlet (* 1905)